# Tarare (Rhône)
Pour les articles homonymes, voir Tarare.
Tarare est une commune française, située dans le département du Rhône en région Auvergne-Rhône-Alpes. Berceau de l'industrie du textile, la ville est considérée comme « cité de la mousseline » et « capitale historique du rideau ».

## Géographie
La ville est située à 40 km au nord-ouest de Lyon. Elle est implantée à mi-chemin entre Lyon et Roanne (Loire), sur les rivières de la Turdine et du Taret. La commune est construite dans une petite vallée dans un relief marqué, à la limite nord des monts de Tarare. Elle est souvent considérée comme la porte de l'ouest lyonnais.

### Communes voisines
- Affoux
- Ancy
- Dareizé
- Dième
- Joux
- Les Olmes
- Les Sauvages
- Pontcharra-sur-Turdine
- Saint-Appolinaire
- Saint-Clément-sur-Valsonne
- Saint-Forgeux
- Saint-Loup
- Saint-Marcel-l'Éclairé
- Saint-Romain-de-Popey
- Valsonne
- Violay

Parmi ces dernières, sont limitrophes :

### Climat
Pour des articles plus généraux, voir Climat d'Auvergne-Rhône-Alpes et Climat du Rhône.
En 2010, le climat de la commune est de type climat des marges montargnardes, selon une étude du Centre national de la recherche scientifique s'appuyant sur une série de données couvrant la période 1971-2000. En 2020, Météo-France publie une typologie des climats de la France métropolitaine dans laquelle la commune est exposée à un climat de montagne ou de marges de montagne et est dans la région climatique Nord-est du Massif Central, caractérisée par une pluviométrie annuelle de 800 à 1 200 mm, bien répartie dans l’année.
Pour la période 1971-2000, la température annuelle moyenne est de 10,4 °C, avec une amplitude thermique annuelle de 16,8 °C. Le cumul annuel moyen de précipitations est de 826 mm, avec 10 jours de précipitations en janvier et 7 jours en juillet. Pour la période 1991-2020, la température moyenne annuelle observée sur la station météorologique de Météo-France la plus proche, « Les Sauvages », sur la commune des Sauvages à 5 km à vol d'oiseau, est de 9,7 °C et le cumul annuel moyen de précipitations est de 941,6 mm,. Pour l'avenir, les paramètres climatiques de la commune estimés pour 2050 selon différents scénarios d'émission de gaz à effet de serre sont consultables sur un site dédié publié par Météo-France en novembre 2022.
| Mois                                  | jan.           | fév.          | mars           | avril         | mai             | juin          | jui.           | août           | sep.          | oct.            | nov.             | déc.           | année     |
| ------------------------------------- | -------------- | ------------- | -------------- | ------------- | --------------- | ------------- | -------------- | -------------- | ------------- | --------------- | ---------------- | -------------- | --------- |
| Température minimale moyenne (°C)     | −0,9           | −0,9          | 1,7            | 4,6           | 8,1             | 11,7          | 13,4           | 13,7           | 10,5          | 7,3             | 2,7              | 0,1            | 6         |
| Température moyenne (°C)              | 1,5            | 1,9           | 5,4            | 8,7           | 12,3            | 16,4          | 18,3           | 18,4           | 14,6          | 10,5            | 5,3              | 2,5            | 9,7       |
| Température maximale moyenne (°C)     | 3,9            | 4,7           | 9              | 12,8          | 16,6            | 21            | 23,2           | 23,1           | 18,8          | 13,7            | 7,8              | 5              | 13,3      |
| Record de froid (°C) date du record   | −13,4 30.01.05 | −17 07.02.12  | −14,5 01.03.05 | −5,7 08.04.03 | −1,5 07.05.1997 | 1,5 02.06.06  | 5,1 24.07.1999 | 4,2 28.08.1998 | 1 26.09.02    | −5,7 30.10.1997 | −10,2 22.11.1998 | −13,9 26.12.10 | −17 2012  |
| Record de chaleur (°C) date du record | 18,7 01.01.22  | 18,4 06.02.04 | 21,3 31.03.21  | 23,7 22.04.18 | 29,2 13.05.15   | 34,4 27.06.19 | 36,5 31.07.20  | 36,5 13.08.03  | 31,2 05.09.23 | 27,9 09.10.23   | 20,9 02.11.20    | 18,7 31.12.21  | 36,5 2020 |
| Ensoleillement (h)                    | 801            | 1 021         |                | 1 748         | 1 894           | 2 322         | 2 556          | 2 336          | 1 923         | 1 349           | 858              | 745            |           |
| Précipitations (mm)                   | 64,3           | 56,1          | 58,4           | 72            | 95,7            | 86,1          | 84,5           | 87,5           | 72            | 98              | 93,3             | 73,7           | 941,6     |

## Urbanisme

### Typologie
Au 1er janvier 2024, Tarare est catégorisée centre urbain intermédiaire, selon la nouvelle grille communale de densité à sept niveaux définie par l'Insee en 2022.
Elle appartient à l'unité urbaine de Tarare, une agglomération intra-départementale regroupant trois  communes, dont elle est ville-centre,,. Par ailleurs la commune fait partie de l'aire d'attraction de Tarare, dont elle est la commune-centre,. Cette aire, qui regroupe 6 communes, est catégorisée dans les aires de moins de 50 000 habitants,.

### Occupation des sols

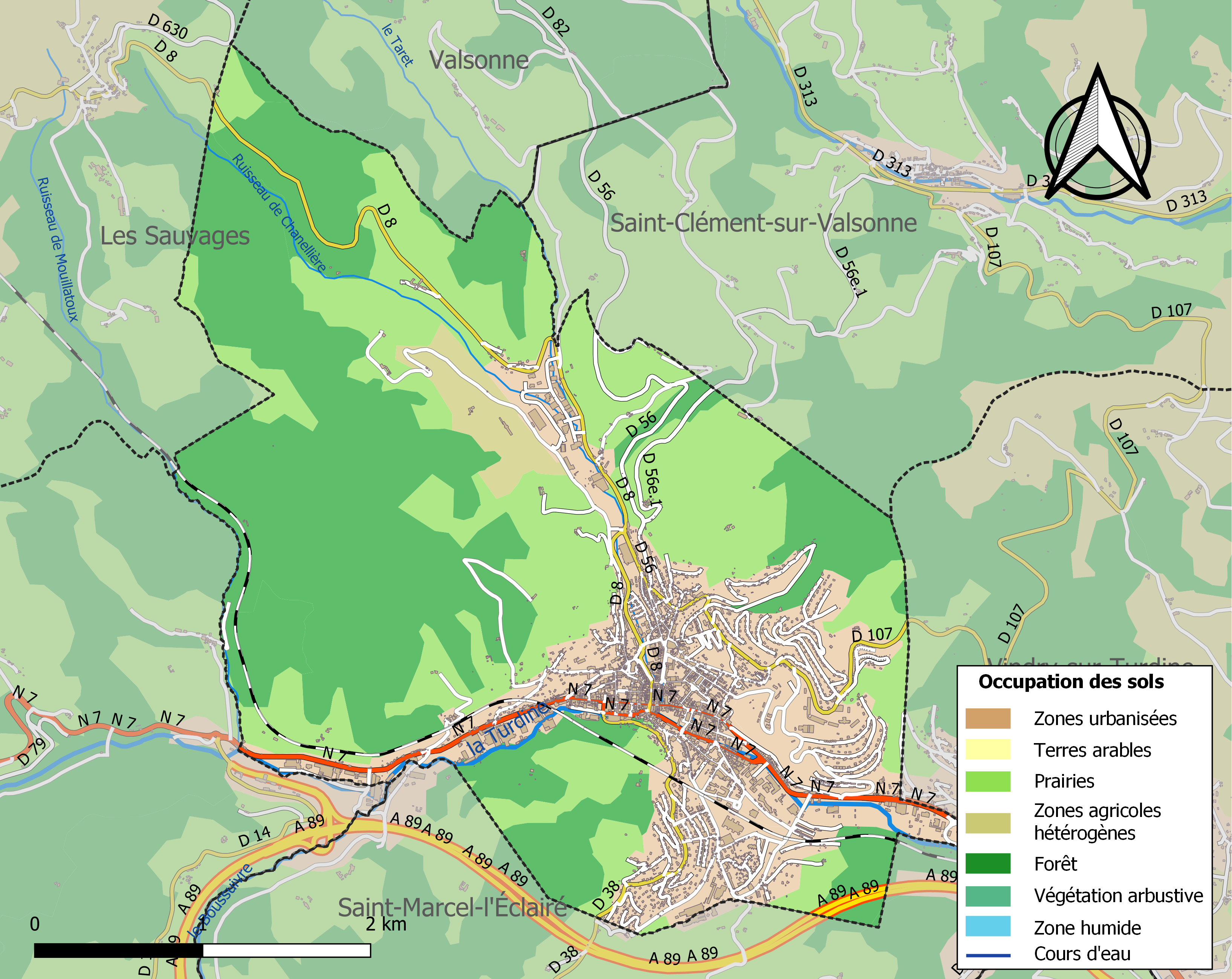
Carte des infrastructures et de l'occupation des sols de la commune en 2018 (CLC).

L'occupation des sols de la commune, telle qu'elle ressort de la base de données européenne d’occupation biophysique des sols Corine Land Cover (CLC), est marquée par l'importance des forêts et milieux semi-naturels (41,1 % en 2018), en augmentation par rapport à 1990 (40,1 %). La répartition détaillée en 2018 est la suivante :
forêts (41,1 %), prairies (29,5 %), zones urbanisées (21,7 %), zones industrielles ou commerciales et réseaux de communication (5,2 %), zones agricoles hétérogènes (2,4 %).
L'IGN met par ailleurs à disposition un outil en ligne permettant de comparer l’évolution dans le temps de l’occupation des sols de la commune (ou de territoires à des échelles différentes). Plusieurs époques sont accessibles sous forme de cartes ou photos aériennes : la carte de Cassini (XVIIIe siècle), la carte d'état-major (1820-1866) et la période actuelle (1950 à aujourd'hui).

### Habitat et logement
En 2020, le nombre total de logements dans la commune était de 5 593, alors qu'il était de 5 536 en 2014 et de 5 303 en 2009.
Parmi ces logements, 86,2 % étaient des résidences principales, 1,6 % des résidences secondaires et 12,2 % des logements vacants. Ces logements étaient pour 25.6 % d'entre eux des maisons individuelles et pour 72.4 % des appartements.
Concernant le statut d'occupation de ces logements, 34,9 % des habitants de la commune sont propriétaires de leur logement (31,9 % en 2014), contre 48,5 % pour le Rhône et 57,5 pour la France entière.
Le tableau ci-dessous présente la typologie des logements à Tarare en 2020 en comparaison avec celle du Rhône et de la France entière. Une caractéristique marquante du parc de logements est ainsi une proportion de résidences secondaires et logements occasionnels (1,6 %) inférieure à celle du département (3,3 %) et de la France entière (9,7 %).
À noter que la part de logements vacants reste élevé (12.2 %) en comparaison de la moyenne nationale sur la même année (8.2 %).
| Typologie                                               | Tarare | Rhône | France entière |
| ------------------------------------------------------- | ------ | ----- | -------------- |
| Résidences principales (en %)                           | 86,2   | 89,2  | 82,1           |
| Résidences secondaires et logements occasionnels (en %) | 1,6    | 3,3   | 9,7            |
| Logements vacants (en %)                                | 12,2   | 7,4   | 8,2            |

### Énergie
La commune propose à ses habitants, un plan d'achats groupés en matière d'énergie : électricité, gaz, mazout, pellet et bois pour les particuliers, via la société Wikipower

## Histoire
La ville fut créée au début du XIIe siècle, en tant que prieuré de Tarare par l'abbaye de Savigny. Il n'y vit alors que des tisserands, cordonniers ou tanneurs, mais aussi quelques petits marchands ou aubergistes. Toutefois, il semble que la famille De Tarare ait été liée plusieurs siècles durant à la vie et au développement de la commune.
Au XVIe siècle des pestes décimèrent la population au point que le consulat de Lyon ordonne « qu'il serait fait une quête particulière dans la ville pour subvenir aux besoins des pauvres pestiférés de Tarare ».

### Une petite ville industrielle, «cité de la mousseline» et «capitale du rideau»
Durant la seconde moitié du XVIIIe siècle, la ville prend son envol grâce à la fabrication de la mousseline, puis un siècle plus tard lance en parallèle la fabrication de peluches et velours, elle participe notamment à l'exposition industrielle de Paris en 1855 et à celle de Londres en 1862. Tarare se tourne ensuite vers l'industrie teinturière.
La ville compte plus de 15 000 habitants en 1866 et bénéficie du passage d'une voie de chemins de fer (Lyon-Roanne), d'un viaduc, de deux églises (église Saint-André et église Sainte-Madeleine), d'écoles et de nombreuses nouvelles usines.

Au milieu du XIXe siècle, une énorme bâtisse (toujours visible aujourd'hui à l'entrée Est de la ville) abrite le travail de jeunes ouvrières d'origine rurale, dans un "couvent-usine" où l'encadrement est assuré par des religieuses qui aident à convaincre les familles de laisser partir leurs jeunes filles vers le travail industriel. Les conditions de travail sont difficiles et les ouvrières ont très peu d'autonomie. Malgré l'écrasement de la Commune et la guerre de 1870-1871, les ouvriers de la ville se mettent en grève dès 1871.

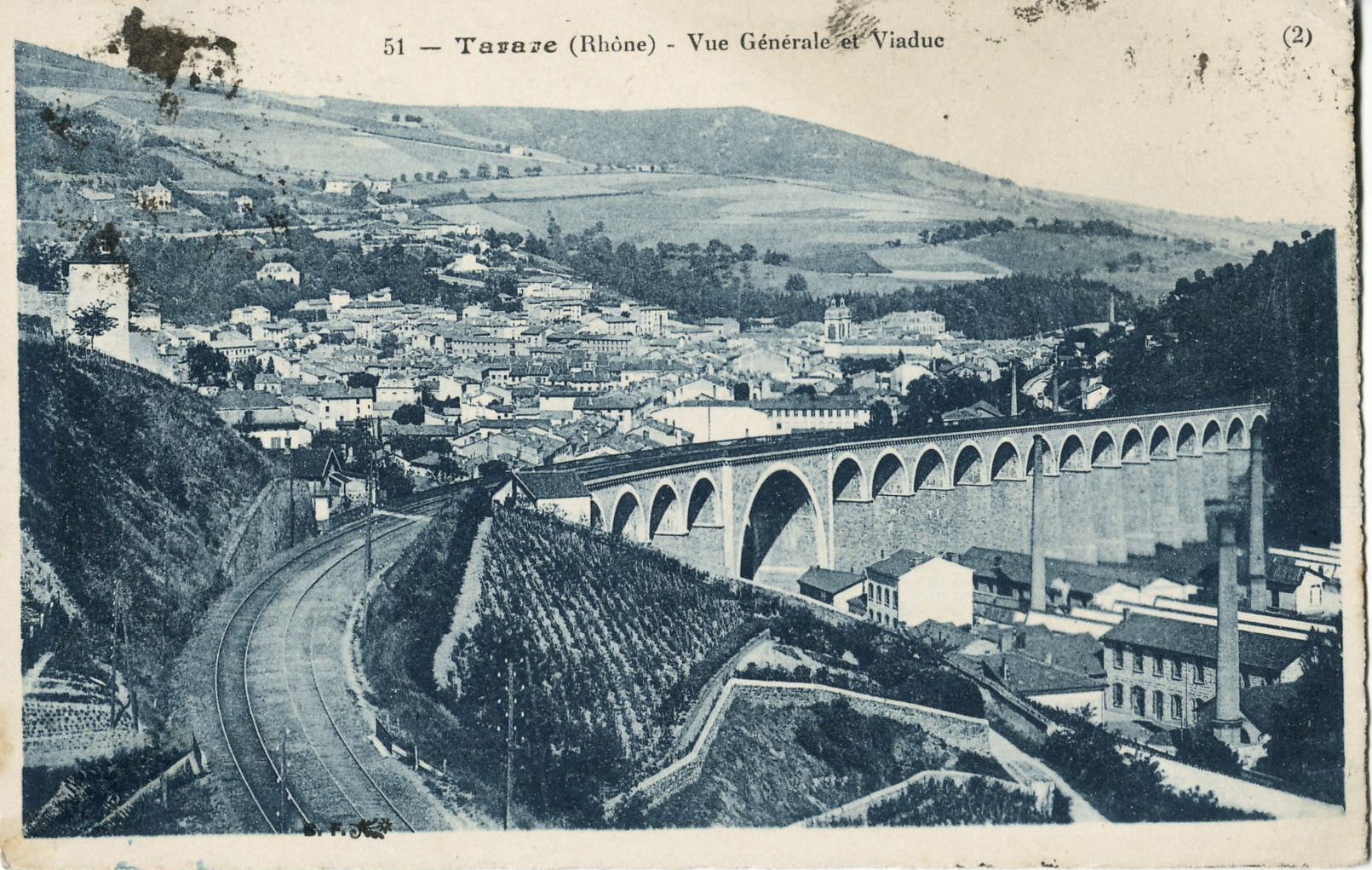
Le viaduc de Tarare vers 1920.

Le dix-neuvième siècle est l'époque des fibres naturelles dans l'industrie textile (lins, cotons). Dans les années 1930, se développe la production d'articles à base de rayonne et tous les composés en viscose qui en découlent. À partir des années 1950, un véritable renouveau s'opère avec le voile Tergal, fabriqué à partir de polyester. Tarare devient la capitale française du rideau, assurant près de 80 % de la production nationale.

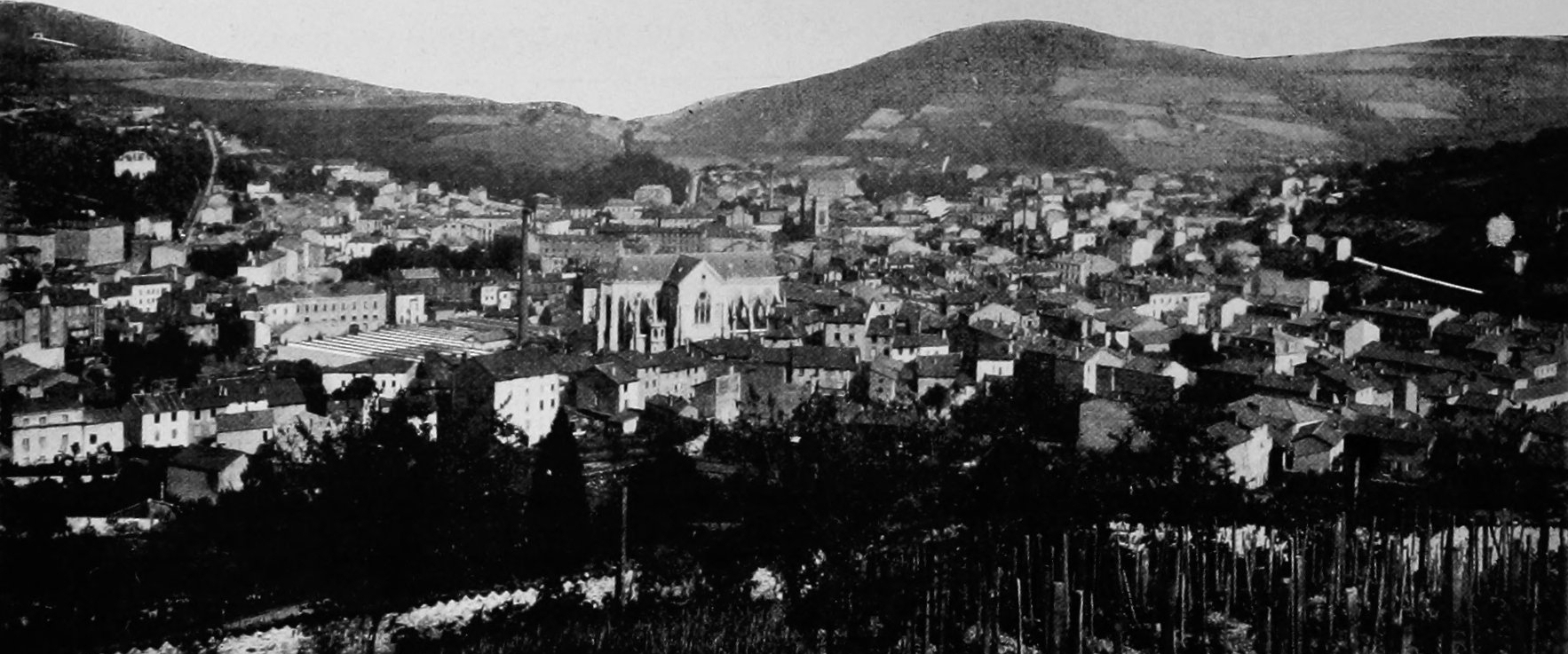
Vue générale de Tarare entre 1901 et 1902.

À côté du rideau, l'industrie textile est déclinée dans le tissu éponge, la confection, la teinturerie… pratiquée par une dizaine d'entreprises familiales et un réseau d'ateliers ou petites usines de sous-traitance. L'industrie textile occupe une main-d'œuvre nombreuse, en bonne part féminine, résidant non seulement à Tarare mais dans les communes agricoles environnantes. Pour de nombreuses familles, le travail posté en usine (on dit, localement: "faire équipe") constitue une deuxième source de revenu, pour l'homme ou la femme, en complément de l'exploitation agricole.
Depuis 1950, tous les cinq ans, les Tarariens fêtent l'industrie textile pendant trois jours, baptisée "Fête des Mousselines", même si ce textile, ou la tarlatane qui la remplace pour pavoiser la ville, ne sont plus fabriquées sur place.

### La patrie du Taraflex
Dès 1947, une famille d'industriels tarariens, les Doligez, héritiers de la famille Champier, spécialisée dans la teinturerie textile, diversifie ses investissements en créant une activité de plasturgie au sein de la firme Blanchiment et Apprêts de Tarare (BAT). Cette entreprise, dont la gestion est laissée dès l'origine à des ingénieurs spécialement recrutés pour ce nouveau métier, développe une gamme de produits de revêtement de sol en matière plastique, révolutionnaire pour l'époque. L'entreprise a longtemps conservé, en héritage de ses origines le nom de "Blanchiment et Apprêts de Tarare" (BAT), tandis que son produit était baptisé « Taraflex », en référence à la ville.
Dans les années 1980, « la BAT » est rachetée par le groupe Gerflor, dont le siège est à Villeurbanne. Taraflex reste la marque du groupe spécifique aux sols sportifs de haute performance. Ainsi équipe-t-elle les plus prestigieuses compétitions en tennis, badminton, volley-ball, basket-ball, handball, etc. : Jeux olympiques, championnats du monde, tournois ATP et WTA, etc.
L'usine Gerflor de Tarare est aujourd'hui encore la plus grosse entreprise de la ville, avec 700 salariés.

### Les difficultés d'une reconversion
À partir des années 1960, l'industrie textile rencontre des difficultés croissantes. Le voile Tergal, certes de très bonne qualité, subit la concurrence d'articles moins chers venus de l'étranger. La décolonisation entraîne la fermeture des marchés coloniaux. La commune voit l'installation en 1963 d'un petit chantier naval, spécialiste de la coque acier et alu, connu pour avoir construit le Joshua de Bernard Moitessier.

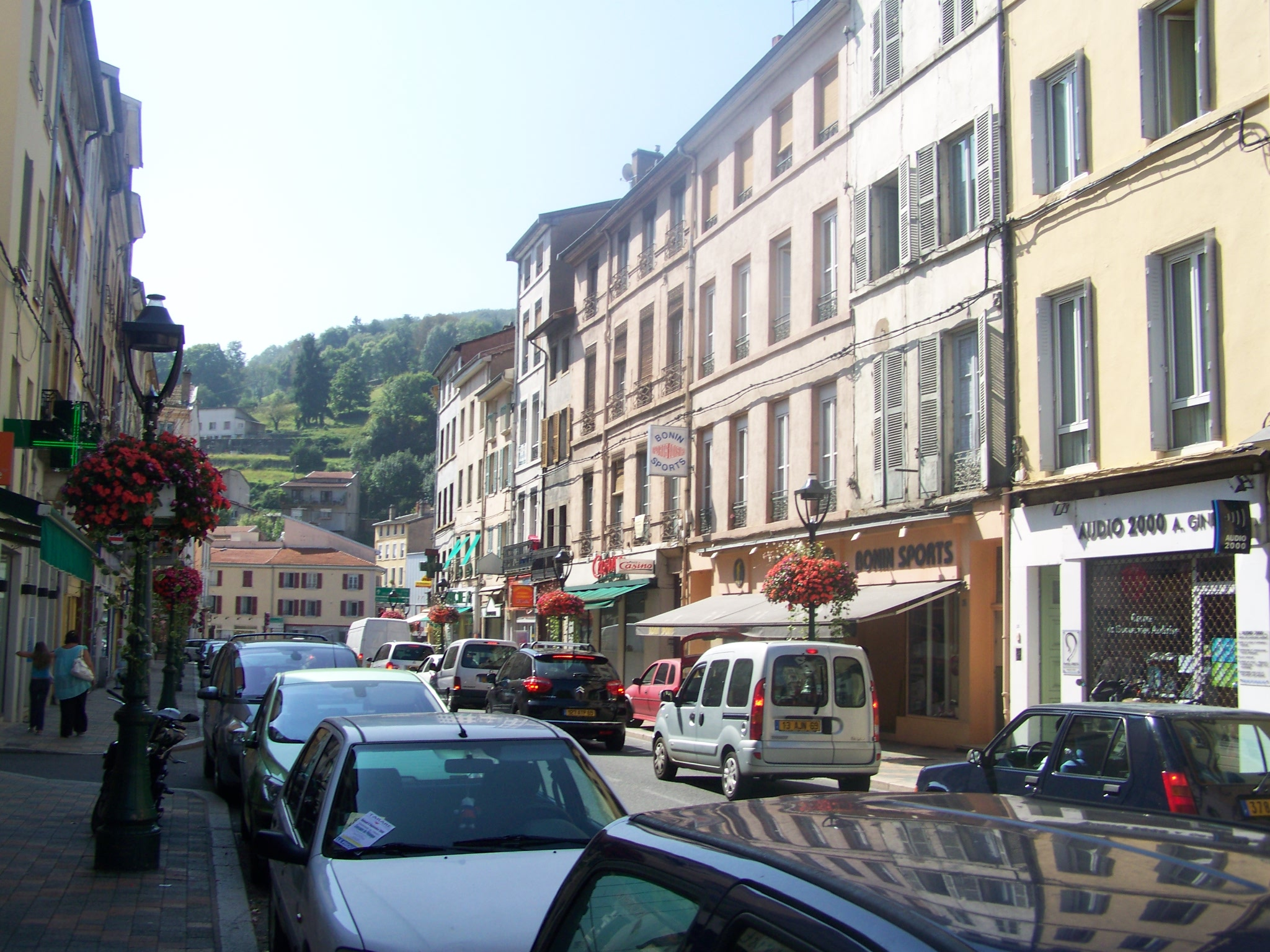
Le centre-ville de la commune en été.

Pour faire face à la situation, les entreprises tarariennes du rideau unissent leurs efforts commerciaux sous une marque commune, "Plein Jour", qui recueille une notoriété mondiale.
Pourtant, avec les années 1970, l'industrie textile entre dans une période difficile. Tarare voit disparaître l'usine de peluches "Martin". Les unes après les autres, les entreprises du rideau tergal ferment leurs portes ou se concentrent. En 2009, la société "Linder S.A". – dont le siège est situé à Violay, dans la Loire, à 10 km de Tarare – relève seul le flambeau du rideau tararien.
La ville engage une difficile diversification économique, principalement basée sur le négoce textile, l'agroalimentaire et la mécanique. Les difficultés majeures se marquent, dans le cadre du mouvement général de désindustrialisation, par l'inadaptation et à l'insuffisance de formation d'une population ouvrière longtemps peu payée.

### Une renaissance formelle
Si la ville peine à digérer ses années « textile », il semblerait que Tarare connaisse une forme de renouveau, notamment avec l’installation de la plus importante micro-brasserie de la région Rhône-Alpes. En effet, Ninkasi, installé à Lyon, a déplacé début 2012 sa fabrique de bière à Tarare, dans une ancienne friche industrielle entièrement rénovée, augmentant ainsi sa capacité de production.

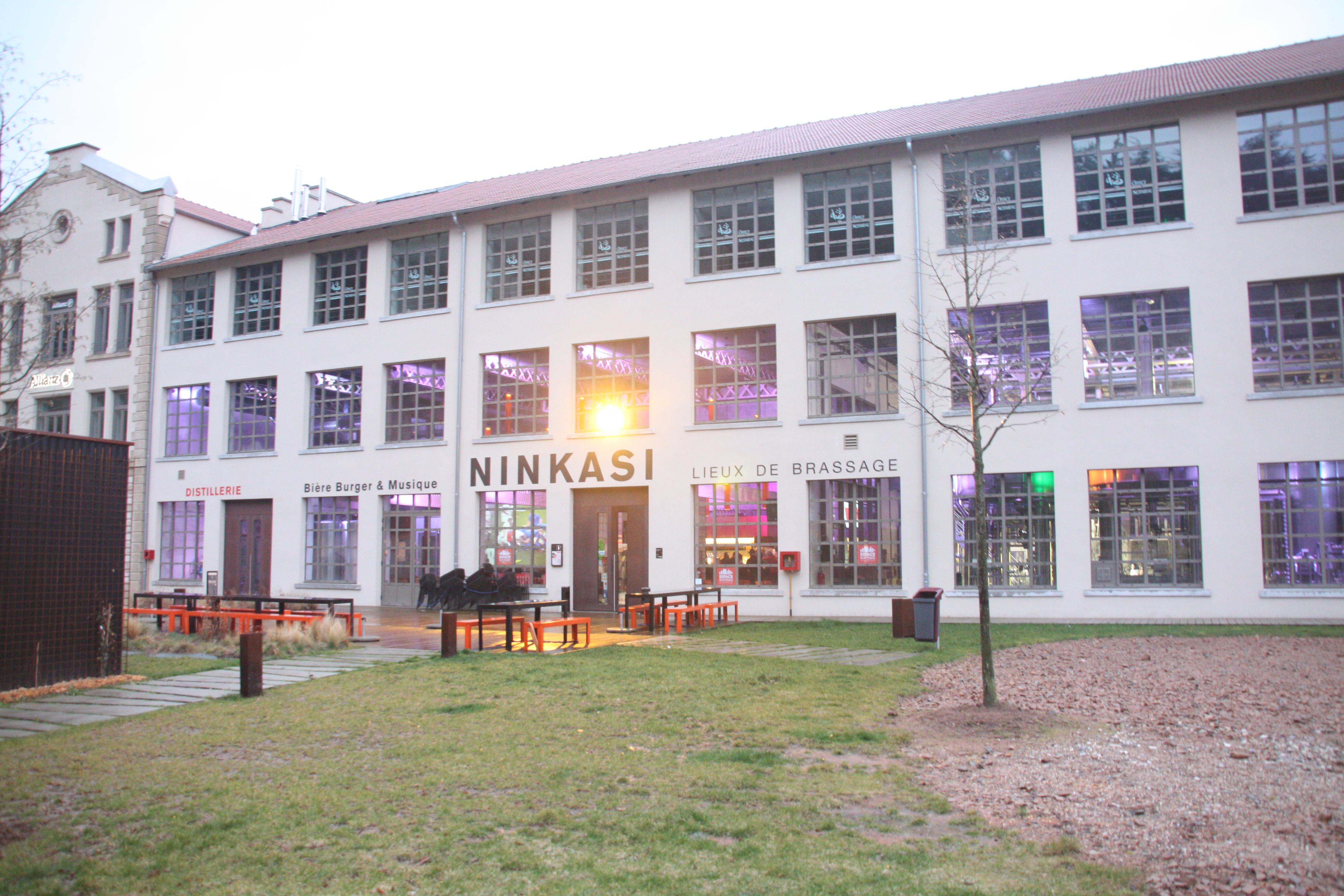
La brasserie et le restaurant Ninkasi de Tarare situés 1 avenue Edouard Herriot.

Le tronçon de l'autoroute A89 Balbigny/La Tour-de-Salvagny longeant la ville est ouvert à la circulation depuis le 21 janvier 2013.
En 2018, est lancée le chantier de démolition et requalification de la zone ouest de Tarare. Friche industrielle à l'abandon, c'est sur secteur que se trouvaient les Teintureries Thivel, de la Turdine, l'imprimerie du Viaduc ou encore les Tissages Bel Air,.
Quant à Gerflor, enseigne symbolique de la ville spécialisée dans les revêtements de sol, elle envisage de s’agrandir[réf. souhaitée].

## Politique et administration

### Rattachements administratifs et électoraux
La ville fait partie de l'arrondissement de Villefranche-sur-Saône du département du Rhône. Pour l'élection des députés, elle fait partie depuis 1988 de la huitième circonscription du Rhône.
Le 1er janvier 2015, la création de la métropole de Lyon, collectivité territoriale à statut particulier désormais distincte du département du Rhône, fait que l'arrondissement de Villefranche-sur-Saône est désormais le seul du département, et incite la municipalité à réclamer le transfert du chef-lieu départemental à Villefranche, en accord avec le vœu formulé à l'unanimité le 20 novembre 2015 par le Conseil départemental.
Cette décision ne sera prise par décret qu'après un avis favorable du Conseil d'État qui a été saisi par le ministre de l'Intérieur Bernard Cazeneuve en juin 2016. Cependant, au cas où ce transfert serait décidé, rien n'oblige le Conseil départemental à tenir ses séances à Villefranche, d'autant que dans le cadre d'un contexte de restrictions budgétaires, l'engagement financier de la collectivité pour la construction d'un nouvel hôtel du département dans la ville ne semble pas à l'ordre du jour.
La ville était depuis 1790 le chef-lieu du canton de Tarare. Dans le cadre du redécoupage cantonal de 2014 en France, ce canton, dont elle est le bureau centralisateur, n'a pas été modifié et intègre ainsi les mêmes communes que la circonscription dont dépend la ville.
La commune est située dans le ressort du Tribunal de commerce de Villefranche-Tarare et de la sous-préfecture de Villefranche-sur-Saône

### Intercommunalité
Tarare était le siège de la communauté de communes du Pays de Tarare (la CCPT) créée par l'arrêté préfectoral du 22 décembre 1995 et entré en vigueur le 1er janvier 1996 qui regroupait alors 16 communes, dont, Affoux, Ancy, Dareizé, Dième, Joux, Les Olmes, Pontcharra-sur-Turdine, Saint-Appolinaire, Saint-Clément-sur-Valsonne, Saint-Forgeux, Saint-Loup, Saint-Marcel-l'Éclairé, Saint-Romain-de-Popey, Les Sauvages et Valsonne.

Dans le cadre de la réforme des collectivités territoriales françaises et de la mise en œuvre schéma départemental de coopération intercommunale adopté fin 2011 par le préfet du Rhône, la CCPT fusionne avec les communautés de communes voisines du Pays d'Amplepuis Thizy et de la Haute Vallée d'Azergues, pour former le 1er janvier 2014, la communauté d'agglomération l'Ouest rhodanien (la COR), dont Tarare est désormais le siège.

Carte de la communauté de communes du Pays de Tarare en 2012
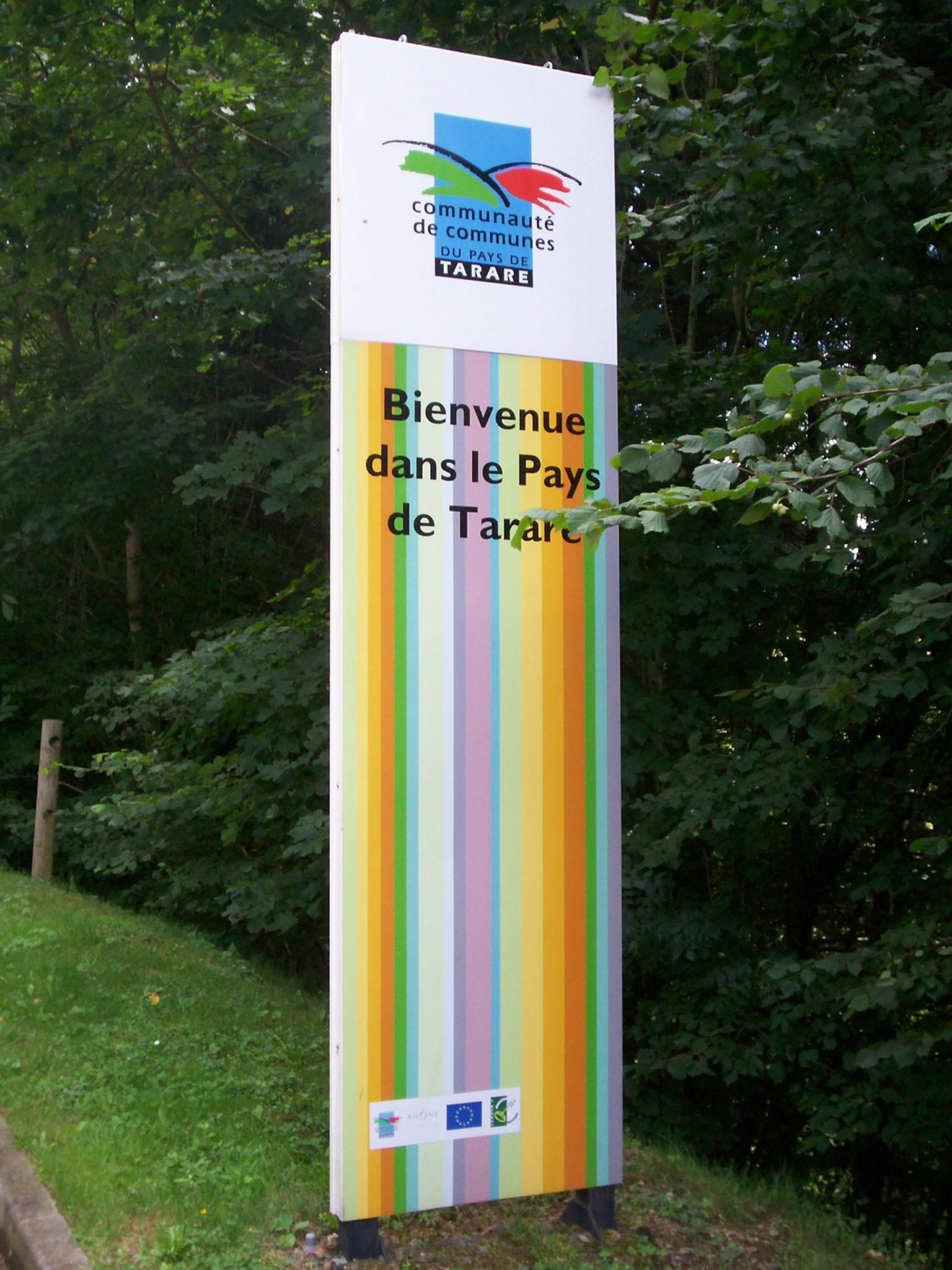
Totem de la CCPT avec l'ancien logo
Logo de la COR de puis 2016

### Liste des maires

#### De 1790 à 1944
| Liste des maires de Tarare de 1790 à 1944 | Liste des maires de Tarare de 1790 à 1944 | Liste des maires de Tarare de 1790 à 1944                                  | Liste des maires de Tarare de 1790 à 1944 | Liste des maires de Tarare de 1790 à 1944 | Liste des maires de Tarare de 1790 à 1944 | Liste des maires de Tarare de 1790 à 1944 |
|                                           | Nom                                       | Nom                                                                        | Début du mandat                           | Fin du mandat                             | Parti politique                           | Notes |
| ----------------------------------------- | ----------------------------------------- | -------------------------------------------------------------------------- | ----------------------------------------- | ----------------------------------------- | ----------------------------------------- | --- |
|                                           |                                           | Jean-Baptiste Chossinon (11 mars 1743 - 7 avril 1809)                      | avril 1790                                | mai 1792                                  |                                           | Bourgeois Premier maire de Tarare Oncle maternelle de Barthélémy Girerd |
|                                           |                                           | Barthélémy Girerd (11 août 1748 - 4 avril 1827)                            | mai 1792                                  | décembre 1792                             |                                           | Docteur en médecine, Médecin administrateur et receveur de l'hospice de Sainte-Madeleine de Tarare Député à l'Assemblée Nationale constituante (1789 → 1791) Député du Tiers-État pour la sénéchaussée de Lyon aux États-Généraux de 1789 Conseiller d'arrondissement sous le Consulat Signataire du Serment du jeu de Paume Oncle de Frédéric Girerd et Grand-oncle de Cyprien Girerd |
|                                           |                                           | Jean-Marie Matagrin (26 mai 1764 - 21 mars 1839)                           | décembre 1792                             | avril 1795                                |                                           | Marchand-drapier, Administrateur de l'Hôtel-Dieu Capitaine de la garde nationale Conseiller général du canton de Tarare (1833 → 1839) |
|                                           |                                           | Benoit Le Brument fils                                                     | avril 1795                                | novembre 1795                             |                                           | [ 28 ] |
|                                           |                                           | Jean-Claude Andrieu                                                        | novembre 1795                             | janvier 1798                              |                                           | [ 28 ] |
|                                           |                                           | Jean-Marie Matagrin (26 mai 1764 - 21 mars 1839)                           | janvier 1798                              | mars 1799                                 |                                           | Marchand-drapier, Administrateur de l'Hôtel-Dieu Capitaine de la garde nationale Conseiller général du canton de Tarare (1833 → 1839) |
|                                           |                                           | Pierre Garnoud (2 novembre 1767 - 16 mai 1856)                             | mars 1799                                 | juillet 1799                              |                                           | Notaire royal et Juge de paix, |
|                                           |                                           | Joseph Milan                                                               | juillet 1799                              | février 1801                              |                                           | [ 28 ] |
|                                           |                                           | Claude Marie Simonet (29 décembre 1749 - 5 octobre 1822)                   | février 1801                              | novembre 1811                             |                                           | Industriel textile,Créateur du processus d'industrialisation de la mousseline Neveu de Georges-Antoine Simonet |
|                                           |                                           | André Jacques Orsel (1er février 1784 - 4 avril 1827)                      | novembre 1811                             | septembre 1814                            |                                           | Négociant,Maire d'Oullins (1826 → 1830)Conseiller général du canton de Tarare (1839 → 1848)Membre de la commission administrative des prisons à Lyon Gendre de Claude Marie Simonet (Époux de sa fille Pierrette) et frère du peintre Victor Orsel et de l'écrivain Jacques Orsel |
|                                           |                                           | Barthélémy Girerd (11 août 1748 - 4 avril 1827)                            | septembre 1814                            | mai 1815                                  |                                           | Docteur en médecine, Médecin administrateur et receveur de l'hospice de Sainte-Madeleine de Tarare Député à l'Assemblée Nationale constituante (1789 → 1791) Député du Tiers-État pour la sénéchaussée de Lyon aux États-Généraux de 1789 Conseiller d'arrondissement sous le Consulat Signataire du Serment du jeu de Paume Oncle de Frédéric Girerd et Grand-oncle de Cyprien Girerd |
|                                           |                                           | Alexandre Simonet                                                          | mai 1815                                  | juillet 1815                              |                                           | [ 28 ] |
|                                           |                                           | Barthélémy Girerd (11 août 1748 - 4 avril 1827)                            | juillet 1815                              | novembre 1815                             |                                           | Docteur en médecine, Médecin administrateur et receveur de l'hospice de Sainte-Madeleine de Tarare Député à l'Assemblée Nationale constituante (1789 → 1791) Député du Tiers-État pour la sénéchaussée de Lyon aux États-Généraux de 1789 Conseiller d'arrondissement sous le Consulat Signataire du Serment du jeu de Paume Oncle de Frédéric Girerd, grand-oncle de Cyprien Girerd   |
|                                           |                                           | Pierre Garnoud (2 novembre 1767 - 16 mai 1856)                             | novembre 1815                             | mai 1816                                  |                                           | Notaire royal et Juge de paix, |
|                                           |                                           | Claude Matagrin (31 juillet 1778 - 8 novembre 1857)                        | mai 1816                                  | octobre 1818                              |                                           | Fabricant de mousseline, Membre de la chambre de commerce Cousin éloigné de Jean-Marie Matagrin |
|                                           |                                           | Jean-Marie Matagrin (26 mai 1764 - 21 mars 1839)                           | octobre 1818                              | janvier 1826                              |                                           | Marchand-drapier, Administrateur de l'Hôtel-Dieu Capitaine de la garde nationale Conseiller général du canton de Tarare (1833 → 1839) |
|                                           |                                           | Jean François Caquet d'Avaize (2 avril 1790 - 25 septembre 1859)           | janvier 1826                              | mai 1832                                  |                                           | Propriétaire,Membre du conseil d'arrondissement de Villefranche Fils de Claude Thomas Caquet (Avocat et conseiller du roi), frère d'Alphonse Caquet (Maire de d'Emeringes) et oncle du botaniste Alexis Jordan (Fils de sa sœur Adèle) |
|                                           |                                           | Pierre César Bonnefond de Varinay (3 septembre 1785 - 21 avril 1859)       | mai 1832                                  | septembre 1840                            |                                           | Négociant, Conseiller d'arrondissement de Tarare (1833 → 1848) Gendre de Barthélémy Girerd (Époux de sa fille Anne) et oncle d'Hippolythe Claude Bonnefond de Varinay |
|                                           |                                           | Jean-Louis Madinier                                                        | septembre 1840                            | juillet 1850                              |                                           | [ 28 ] |
|                                           |                                           | Jules Fion                                                                 | juillet 1850                              | novembre 1860                             |                                           | [ 28 ] |
|                                           |                                           | Hippolythe Claude Bonnefond de Varinay (15 février 1807 - 27 octobre 1896) | novembre 1860                             | novembre 1865                             |                                           | Négociant, Membre du conseil d'arrondissement de Villefranche Chevalier de la Légion d'Honneur (Décret du 11 aout 1864) |
|                                           |                                           | Jean-Baptiste Martin (14 janvier 1801 - 7 avril 1867)                      | novembre 1865                             | 7 avril 1868                              |                                           | Inventeur et industriel textile, Chevalier de la Légion d'Honneur (Décret du 14 septembre 1855) Gendre de Marc-Antoine Gubian (Médecin et maire de Roanne) Décédé en cours de mandat |
|                                           |                                           | Louis Salet (13 mai 1816 - 26 avril 1873)                                  | 8 avril 1868                              | septembre 1870                            |                                           | Notaire, Nommé par décret du 8 avril 1868Beau-frère de Louis Sonnery-Martin et grand-père de l'ecclésiastique et écrivain Gaston Salet |
|                                           |                                           | Coquard-Menou                                                              | septembre 1870                            | mai 1871                                  |                                           | [ 28 ] |
|                                           |                                           | Félix Perronet                                                             | mai 1871                                  | février 1874                              |                                           | [ 28 ] |
|                                           |                                           | Philibert Matagrin (26 septembre 1824 - 29 décembre 1890)                  | février 1874                              | mai 1876                                  |                                           | Docteur en médecine, |
|                                           |                                           | Nicolas Sève                                                               | mai 1876                                  | mai 1882                                  |                                           | [ 28 ] |
|                                           |                                           | Jean Pramayon                                                              | mai 1882                                  | mai 1884                                  |                                           | [ 28 ] |
|                                           |                                           | Camille Godde (21 octobre 1828 - 9 janvier 1890)                           | mai 1884                                  | décembre 1885                             |                                           | Industriel textile, |
|                                           |                                           | Alfred Sordes                                                              | décembre 1885                             | mars 1887                                 |                                           | [ 28 ] |
|                                           |                                           | Jean-François Notin                                                        | mars 1887                                 | mai 1888                                  |                                           | Suspendu de ses fonctions par arrêté préfectoral du 25 février 1888 pour paiement de frais d'avocat sur fond communaux, |
|                                           |                                           | Jean-Claude Prothière (1829 - 1898)                                        | mai 1888                                  | février 1891                              | Conservateur                              | Pharmacien Conseiller d'arrondissement de Tarare (1895 → 1901) Fondateur du musée de Tarare et de l'École de Dessin et d'Arts industriels, et président de la société des Amis des Arts et Métiers Père du pharmacien, hygiéniste et écrivain Eugène Prothière |
|                                           |                                           | Jean-Baptiste Sivelle (2 mars 1838 - 31 janvier 1905)                      | février 1891                              | mai 1892                                  |                                           | Industriel, |
|                                           |                                           | Henri Champier                                                             | mai 1892                                  | mai 1892                                  |                                           | [ 28 ] |
|                                           |                                           | Etienne Thomassin (24 février 1848 - 6 novembre 1925)                      | mai 1892                                  | mai 1896                                  | SFIO                                      | Menuisier puis buraliste, |
|                                           |                                           | Frédéric Bedin (6 septembre 1856 - 6 novembre 1920)                        | mai 1896                                  | mai 1900                                  |                                           | Fabricant de mousseline, industriel, Membre du sous-comité départemental de l'arrondissement de Villefranche pour l'Exposition Universelle de 1900 Beau-père de Marc Brillaud de Laujardière (Époux de sa fille Suzanne) |
|                                           |                                           | Etienne Thomassin (24 février 1848 - 6 novembre 1925)                      | mai 1900                                  | décembre 1905                             | SFIO                                      | Menuisier puis buraliste, |
|                                           |                                           | Jean-Marie Fouillat                                                        | décembre 1905                             | mai 1908                                  | SFIO                                      | [ 28 ] |
|                                           |                                           | Joseph Denonfoux (7 juin 1871 - 9 septembre 1908)                          | mai 1908                                  | 9 septembre 1908                          | Rad-soc                                   | Hôtelier, Décédé en cours de mandat |
|                                           |                                           | Antoine Aucourt (11 novembre 1849 - 13 décembre 1935)                      | octobre 1908                              | mai 1912                                  |                                           | Forgeron puis cafetier Beau-père de Jean-Marie Froget, |
|                                           |                                           | Jules Bonnassieux (15 avril 1873 - 13 avril 1946)                          | mai 1912                                  | février 1925                              | FR                                        | Industriel et dessinateur, |
|                                           |                                           | Jean-Marie Froget (28 mars 1880 - 26 février 1942)                         | février 1925                              | février 1927                              | Rad-soc                                   | Industriel Sénateur de la Troisième République (1935 → 1942) Conseiller général du Rhône (1924 → 1925) |
|                                           |                                           | Jean Dulck (15 avril 1897 - 27 mars 1957)                                  | février 1927                              | mai 1929                                  | Rad-soc                                   | Professeur, journaliste et directeur du journal "Le Courrier républicain des cantons du Rhône" , |
|                                           |                                           | Jean-Marie Froget (28 mars 1880 - 26 février 1942)                         | mai 1929                                  | 15 janvier 1942                           | Rad-soc                                   | Industriel Sénateur de la Troisième République (1935 → 1942) Conseiller général du Rhône (1924 → 1925) |
|                                           |                                           | Emile Thivel (09 octobre 1891 - 02 avril 1975)                             | 15 janvier 1942                           | septembre 1944                            | FR                                        | Industriel, Nommé par arrêté du 15 janvier 1942 en remplacement de son prédécesseur déclaré "démissionnaire d'office" Neveu du Commandant Georges Thivel (1868-1915) |

#### Depuis 1944
|  | Nom | Nom                                                | Début du mandat | Fin du mandat                         | Parti politique | Notes |
|  | --- | -------------------------------------------------- | --------------- | ------------------------------------- | --------------- | --- |
|  |     | Maurice Bonnet (22 mai 1885 - 18 décembre 1967)    | septembre 1944  | octobre 1947                          | Rad.            | Médecin-chef de l'hôpital de Tarare, médecin de réserve, écrivain Vice-Président de l'Association des Maires du Rhône Officier de la Légion d'honneur, croix de guerre avec citations, blessé en service commandé en 1914, membre des FFI |
|  |     | Joseph Rivière (6 décembre 1914 - 4 octobre 1984)  | octobre 1947    | mars 1971                             | UDR             | Agent général d'assurance Député de la 9e circonscription du Rhône (1958 → 1967 puis 1968 → 1973) Conseiller général du canton de Tarare (1945 → 1982)                                                                                    |
|  |     | Georges Vinson (11 février 1930 - 19 février 2013) | mars 1971       | 1981                                  | MRG             | Médecin généraliste Ambassadeur de France Député de la 9e circonscription du Rhône (1967 → 1968) Démission en 1981 suite à sa nomination d'ambassadeur                                                                                    |
|  |     | André Béal (25 novembre 1935 - 28 janvier 2023)    | 1981            | 6 mars 1983                           | MRG             | Enseignant, Maire par intérim dès la démission de Georges Vinson puis nommé officilement en 1982 par le conseil municipal |
|  |     | Jean Besson (15 mars 1938 - 14 septembre 2017)     | 6 mars 1983     | février 1994                          | RPR             | Industriel Député du Rhône (1986 → 1988) Député de la 10e circonscription du Rhône (1988 → 2003) Conseiller régional de Rhône-Alpes (1992 → 1998) Vice-président de la région Rhône-Alpes (1992 → 1998)                                   |
|  |     | Robert Lamy (30 juillet 1941 - 83 ans)             | février 1994    | 9 mars 2008                           | RPR puis UMP    | Commerçant Député de la 8e circonscription du Rhône (1997 → 2007) |
|  |     | Thomas Chadoeuf-Hoebeke (25 août 1976 - 48 ans)    | 9 mars 2008     | 23 mars 2014                          | PS              | Traducteur, |
|  |     | Bruno Peylachon (9 janvier 1964 - 61 ans)          | 23 mars 2014    | En cours (11 ans, 3 mois et 29 jours) | LR puis DVD     | Chef d'entreprise, Conseiller départemental du canton de Tarare (2015 → ) Réélu au 1er tour en 2020 Chevalier de l'ordre national du Mérite (2025)                                                                                        |

### Tendances politiques et résultats
| Élections présidentielles, résultats des deuxièmes tours.                                       | Élections présidentielles, résultats des deuxièmes tours. | Élections présidentielles, résultats des deuxièmes tours. | Élections présidentielles, résultats des deuxièmes tours. | Élections présidentielles, résultats des deuxièmes tours. | Élections présidentielles, résultats des deuxièmes tours. | Élections présidentielles, résultats des deuxièmes tours. | Élections présidentielles, résultats des deuxièmes tours. |
| Année                                                                                           | Élu                                                       | Élu                                                       | Élu                                                       | Battu                                                     | Battu                                                     | Battu                                                     | Participation                                             |
| ----------------------------------------------------------------------------------------------- | --------------------------------------------------------- | --------------------------------------------------------- | --------------------------------------------------------- | --------------------------------------------------------- | --------------------------------------------------------- | --------------------------------------------------------- | --------------------------------------------------------- |
| 2002                                                                                            | 79,75 %                                                   | Jacques Chirac                                            | RPR                                                       | 20,25 %                                                   | Jean-Marie Le Pen                                         | FN                                                        | 73,40 %                                                   |
| 2007                                                                                            | 51,91 %                                                   | Nicolas Sarkozy                                           | UMP                                                       | 48,09 %                                                   | Ségolène Royal                                            | PS                                                        | 80,28 %                                                   |
| 2012                                                                                            | 51,70 %                                                   | François Hollande                                         | PS                                                        | 48,30 %                                                   | Nicolas Sarkozy                                           | UMP                                                       | 77,73 %                                                   |
| 2017                                                                                            | 62,34 %                                                   | Emmanuel Macron                                           | EM                                                        | 37,66 %                                                   | Marine Le Pen                                             | FN                                                        | 70,42 %                                                   |
| 2022                                                                                            | 56,77 %                                                   | Emmanuel Macron                                           | LREM                                                      | 43,23 %                                                   | Marine Le Pen                                             | RN                                                        | 61,03 %                                                   |
| Élections législatives, résultats des deux meilleurs scores du dernier tour de scrutin.         |                                                           |                                                           |                                                           |                                                           |                                                           |                                                           |                                                           |
| Année                                                                                           | Élu                                                       | Élu                                                       | Élu                                                       | Battu                                                     | Battu                                                     | Battu                                                     | Participation                                             |
| Tarare (Rhône) est répartie sur plusieurs circonscriptions, cf. les résultats des .             |                                                           |                                                           |                                                           |                                                           |                                                           |                                                           |                                                           |
| Avant 2010, Tarare (Rhône) est répartie sur plusieurs circonscriptions, cf. les résultats des . |                                                           |                                                           |                                                           |                                                           |                                                           |                                                           |                                                           |
| 2002                                                                                            | 58,32 %                                                   | Robert Lamy élu au premier tour                           | UMP                                                       | 21,02 %                                                   | Yvon Olivier                                              | PS                                                        | 58,96 %                                                   |
| 2007                                                                                            | 48,57 %                                                   | Patrice Verchère élu au premier tour                      | UMP                                                       | 24,89 %                                                   | Sheila Mc Carron                                          | PS                                                        | 52,29 %                                                   |
| Après 2010, Tarare (Rhône) est répartie sur plusieurs circonscriptions, cf. les résultats de .  |                                                           |                                                           |                                                           |                                                           |                                                           |                                                           |                                                           |
| 2012                                                                                            | 55,47 %                                                   | Patrice Verchère                                          | UMP                                                       | 44,53 %                                                   | Sheila Mc Carron                                          | PS                                                        | 50,21 %                                                   |
| 2017                                                                                            | 60,39 %                                                   | Patrice Verchère                                          | LR                                                        | 39,61 %                                                   | Joëlle Terroir                                            | EM                                                        | 61,49 %                                                   |
| 2022                                                                                            | 63,69 %                                                   | Nathalie Serre                                            | LR                                                        | 36,31 %                                                   | Dominique Despras                                         | ENS                                                       | 34,67 %                                                   |
| 2024                                                                                            | 37,49 %                                                   | Jonathan Géry                                             | RN                                                        | 38,70 %                                                   | Anne Reymbaut                                             | NFP                                                       | 63,17 %                                                   |
| Élections européennes, résultats des deux meilleurs scores.                                     |                                                           |                                                           |                                                           |                                                           |                                                           |                                                           |                                                           |
| Année                                                                                           | Liste 1re                                                 | Liste 1re                                                 | Liste 1re                                                 | Liste 2e                                                  | Liste 2e                                                  | Liste 2e                                                  | Participation                                             |
| 2004                                                                                            | 29,91 %                                                   | Michel Rocard                                             | PS                                                        | 13,31 %                                                   | Thierry Cornillet                                         | UDF                                                       | 33,74 %                                                   |
| 2009                                                                                            | 28,36 %                                                   | Françoise Grossetête                                      | UMP                                                       | 20,70 %                                                   | Vincent Peillon                                           | PS                                                        | 31,26 %                                                   |
| 2014                                                                                            | 27,85 %                                                   | Jean-Marie Le Pen                                         | FN                                                        | 25,79 %                                                   | Renaud Muselier                                           | UMP                                                       | 34,56 %                                                   |
| 2019                                                                                            | 25,57 %                                                   | Jordan Bardella                                           | RN                                                        | 19,23 %                                                   | Nathalie Loiseau                                          | LREM                                                      | 41,69 %                                                   |
| 2024                                                                                            | 35,81 %                                                   | Jordan Bardella                                           | RN                                                        | 14,20 %                                                   | Valérie Hayer                                             | LREM                                                      | 43,65 %                                                   |
| Élections régionales, résultats des deux meilleurs scores.                                      |                                                           |                                                           |                                                           |                                                           |                                                           |                                                           |                                                           |
| Année                                                                                           | Liste 1re                                                 | Liste 1re                                                 | Liste 1re                                                 | Liste 2e                                                  | Liste 2e                                                  | Liste 2e                                                  | Participation                                             |
| 2004                                                                                            | 45,18 %                                                   | Jean-Jack Queyranne                                       | PS                                                        | 35,26 %                                                   | Anne-Marie Comparini                                      | Modem                                                     | 58,49 %                                                   |
| 2010                                                                                            | 49,19 %                                                   | Jean-Jack Queyranne                                       | PS                                                        | 31,55 %                                                   | Françoise Grossetête                                      | UMP                                                       | 43,17 %                                                   |
| 2015                                                                                            | 42,62 %                                                   | Laurent Wauquiez                                          | LR                                                        | 32,91 %                                                   | Jean-Jack Queyranne                                       | PS                                                        | 50,09 %                                                   |
| 2021                                                                                            | 63,08 %                                                   | Laurent Wauquiez                                          | LR                                                        | 25,23 %                                                   | Fabienne Grebert                                          | EELV                                                      | 25,46 %                                                   |
| Élections cantonales, résultats des deux meilleurs scores du dernier tour de scrutin.           |                                                           |                                                           |                                                           |                                                           |                                                           |                                                           |                                                           |
| Année                                                                                           | Élu                                                       | Élu                                                       | Élu                                                       | Battu                                                     | Battu                                                     | Battu                                                     | Participation                                             |
| Tarare (Rhône) est répartie sur plusieurs cantons, cf. les résultats de ceux de .               |                                                           |                                                           |                                                           |                                                           |                                                           |                                                           |                                                           |
| 2001                                                                                            | %                                                         |                                                           |                                                           | %                                                         |                                                           |                                                           | indisponible %                                            |
| 2004                                                                                            | %                                                         |                                                           |                                                           | %                                                         |                                                           |                                                           | indisponible %                                            |
| 2008                                                                                            | 48,31 %                                                   | Jacques Larrochette                                       | DVD                                                       | 51,69 %                                                   | Thomas Chadoeuf-Hoebeke                                   | PS                                                        | 46,53 %                                                   |
| 2011                                                                                            | %                                                         |                                                           |                                                           | %                                                         |                                                           |                                                           | %                                                         |
| Élections départementales, résultats des deux meilleurs scores du dernier tour de scrutin.      |                                                           |                                                           |                                                           |                                                           |                                                           |                                                           |                                                           |
| Année                                                                                           | Élus                                                      | Élus                                                      | Élus                                                      | Battus                                                    | Battus                                                    | Battus                                                    | Participation                                             |
| Tarare (Rhône) est répartie sur plusieurs cantons, cf. les résultats de ceux de .               |                                                           |                                                           |                                                           |                                                           |                                                           |                                                           |                                                           |
| 2015                                                                                            | 66,47 %                                                   |                                                           | LR                                                        | 33,53 %                                                   |                                                           | FN                                                        | 41,78 %                                                   |
| 2021                                                                                            | %                                                         |                                                           |                                                           | %                                                         |                                                           |                                                           | %                                                         |
| Référendums.                                                                                    |                                                           |                                                           |                                                           |                                                           |                                                           |                                                           |                                                           |
| Année                                                                                           | Oui (national)                                            | Oui (national)                                            | Oui (national)                                            | Non (national)                                            | Non (national)                                            | Non (national)                                            | Participation                                             |
| 1992                                                                                            | 52,47 % (51,04 %)                                         | 52,47 % (51,04 %)                                         | 52,47 % (51,04 %)                                         | 47,53 % (48,96 %)                                         | 47,53 % (48,96 %)                                         | 47,53 % (48,96 %)                                         | 63,35 %                                                   |
| 2000                                                                                            | 72,37 % (73,21 %)                                         | 72,37 % (73,21 %)                                         | 72,37 % (73,21 %)                                         | 27,63 % (26,79 %)                                         | 27,63 % (26,79 %)                                         | 27,63 % (26,79 %)                                         | 26,76 %                                                   |
| 2005                                                                                            | 42,68 % (45,33 %)                                         | 42,68 % (45,33 %)                                         | 42,68 % (45,33 %)                                         | 57,32 % (54,67 %)                                         | 57,32 % (54,67 %)                                         | 57,32 % (54,67 %)                                         | 60,34 %                                                   |

### Finances communales
Cette sous-section présente la situation des finances communales de Tarare.
Pour l'exercice 2013, le compte administratif du budget municipal de Tarare s'établit à  15 893 000 € en dépenses et 18 490 000 € en recettes :
En 2013, la section de fonctionnement se répartit en 12 740 000 €  de charges (1 211 € par habitant) pour 14 031 000 € de produits (1 333 € par habitant), soit un solde de 1 290 000 € (123 € par habitant), :
- le principal pôle de dépenses de fonctionnement est celui des charges de personnels[Note 6] pour une somme de 5 530 000 € (43 %), soit 526 € par habitant, ratio inférieur de 17 % à la valeur moyenne pour les communes de la même strate (636 € par habitant). En partant de 2009 et jusqu'à 2013, ce ratio fluctue et présente un minimum de 493 € par habitant en 2009 et un maximum de 544 € par habitant en 2012 ;
- la plus grande part des recettes est constituée des impôts locaux[Note 7] pour une valeur de 4 837 000 € (34 %), soit 460 € par habitant, ratio voisin de la valeur moyenne de la strate. Sur la période 2009 - 2013, ce ratio fluctue et présente un minimum de 460 € par habitant en 2013 et un maximum de 599 € par habitant en 2010.

Les taux des taxes ci-dessous sont votés par la municipalité de Tarare. Ils ont varié de la façon suivante par rapport à 2012 :
- la taxe d'habitation constante 20,65 % ;
- la taxe foncière sur le bâti constante 21,82 % ;
- celle sur le non bâti constante 62,12 %.

La section investissement se répartit en emplois et ressources. Pour 2013, les emplois comprennent par ordre d'importance :
- des dépenses d'équipement[Note 9] pour un montant de 2 225 000 € (71 %), soit 211 € par habitant, ratio inférieur de 45 % à la valeur moyenne pour les communes de la même strate (387 € par habitant). Sur la période 2009 - 2013, ce ratio fluctue et présente un minimum de 211 € par habitant en 2013 et un maximum de 915 € par habitant en 2011 ;
- des remboursements d'emprunts[Note 10] pour une valeur de 893 000 € (28 %), soit 85 € par habitant, ratio voisin de la valeur moyenne de la strate.

Les ressources en investissement de Tarare se répartissent principalement en :
- subventions reçues pour une valeur de 973 000 € (22 %), soit 92 € par habitant, ratio supérieur de 31 % à la valeur moyenne pour les communes de la même strate (70 € par habitant). En partant de 2009 et jusqu'à 2013, ce ratio fluctue et présente un minimum de 6 € par habitant en 2010 et un maximum de 108 € par habitant en 2012 ;
- fonds de Compensation pour la TVA pour une somme de 534 000 € (12 %), soit 51 € par habitant, ratio supérieur de 28 % à la valeur moyenne pour les communes de la même strate (40 € par habitant).

L'endettement de Tarare au 31 décembre 2013 peut s'évaluer à partir de trois critères : l'encours de la dette, l'annuité de la dette et sa capacité de désendettement :
- l'encours de la dette pour une valeur de 6 820 000 €, soit 648 € par habitant, ratio inférieur de 33 % à la valeur moyenne pour les communes de la même strate (964 € par habitant). Sur la période 2009 - 2013, ce ratio fluctue et présente un minimum de 631 € par habitant en 2010 et un maximum de 1 253 € par habitant en 2011[A2 5] ;
- l'annuité de la dette pour une valeur de 1 114 000 €, soit 106 € par habitant, ratio inférieur de 10 % à la valeur moyenne pour les communes de la même strate (118 € par habitant). Depuis 5 ans, ce ratio fluctue et présente un minimum de 101 € par habitant en 2011 et un maximum de 289 € par habitant en 2010[A2 5] ;
- la capacité d'autofinancement (CAF) pour une somme de 1 951 000 €, soit 185 € par habitant, ratio voisin de la valeur moyenne de la strate. Sur les 5 dernières années, ce ratio fluctue et présente un minimum de 156 € par habitant en 2012 et un maximum de 242 € par habitant en 2010[A2 6]. La capacité de désendettement est d'environ 3 années en 2013. Sur une période de 14 années, ce ratio présente un minimum d'environ 2 années en 2010 et un maximum d'environ 7 années en 2012.

### Distinctions et labels
En 2010, Tarare obtiens le label « ville ludique et sportive ». Cette dernière bénéficie du label « ville fleurie » avec « 1 fleurs » attribuées par le Conseil national des villes et villages fleuris de France au concours des villes et villages fleuris

### Jumelages
- Herrenberg (Allemagne) depuis 1960[103].

## Équipements et services publics

### Espaces publics
Tarare a la chance de disposer de nombreux espaces verts aménagés :
- Le parc Thivel et son sentier botanique

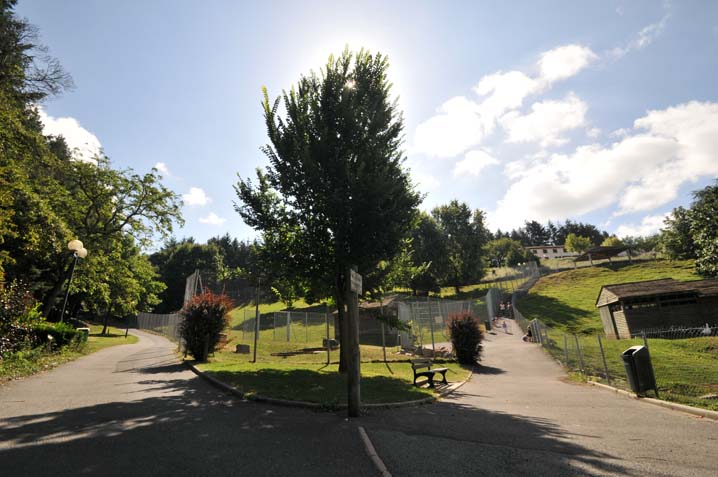
Vue d'une partie du Parc Thivel

En 1850, Emile Thivel, industriel local, acquiert une propriété située à l’entrée Est de Tarare. Il y fait construire une maison bourgeoise et fait aménager un parc privé magnifiquement arboré avec notamment des cèdres du Liban. En 1986, la Ville loue sept hectares afin d’y créer un parc public. En 1991-92, elle aménage des cheminements, une roseraie, installe un kiosque, des bancs, l’éclairage… Un sentier botanique, constituant un support pédagogique (panneaux indiquant le nom et l’origine des végétaux) est fléché en 2004. On[Qui ?] y trouve aussi des animaux comme des biches, des daims, des chèvres, des moutons et quelques oies[source secondaire souhaitée]. Ce parc constitue un site remarquable par sa dimension, ses 160 espèces végétales (dont 3 ou 4 nouvelles chaque année), sa liaison directe avec les hauts de Tarare et sa proximité immédiate du centre. Avec une superficie de 7 hectares, le parc Thivel situé entre la rue Radisson et le Boulevard du Commandant Thivel, constitue une bouffée d’oxygène à proximité du Centre-Ville.
- Le square Aristide Briand

Avec une superficie de 3 800 m2, le square Aristide Briand est situé à proximité de la salle des Fêtes et de la Gare. Il est doté d’espaces gazonnés ombragés par des arbres, d’un jeu pour les petits, de bancs publics et il est équipé de toilettes publiques.
- Le parc Bonnet

Avec une superficie de 3 000 m2, ce petit endroit de verdure, situé au cœur de la ville, à proximité de l’Avenue Charles de Gaulle, est équipé d’une aire de jeux pour les petits, d’un kiosque, de bancs publics et de toilettes publiques.
- Square Maurice Berger

Cet espace de 400 m2 marque l’entrée Ouest de la ville.
- Square du Vert Galant

En 1962, la Ville devient propriétaire d’une parcelle triangulaire à l’angle de la RN7 et du boulevard Garibaldi. Elle y crée un jardin pour d’enfants nommé « square du Vert Galant »
En 2014, la commune de Tarare bénéficie du label « ville fleurie » avec « deux fleurs » attribuées par le Conseil national des villes et villages fleuris de France au concours des villes et villages fleuris.

## Infrastructures de proximité

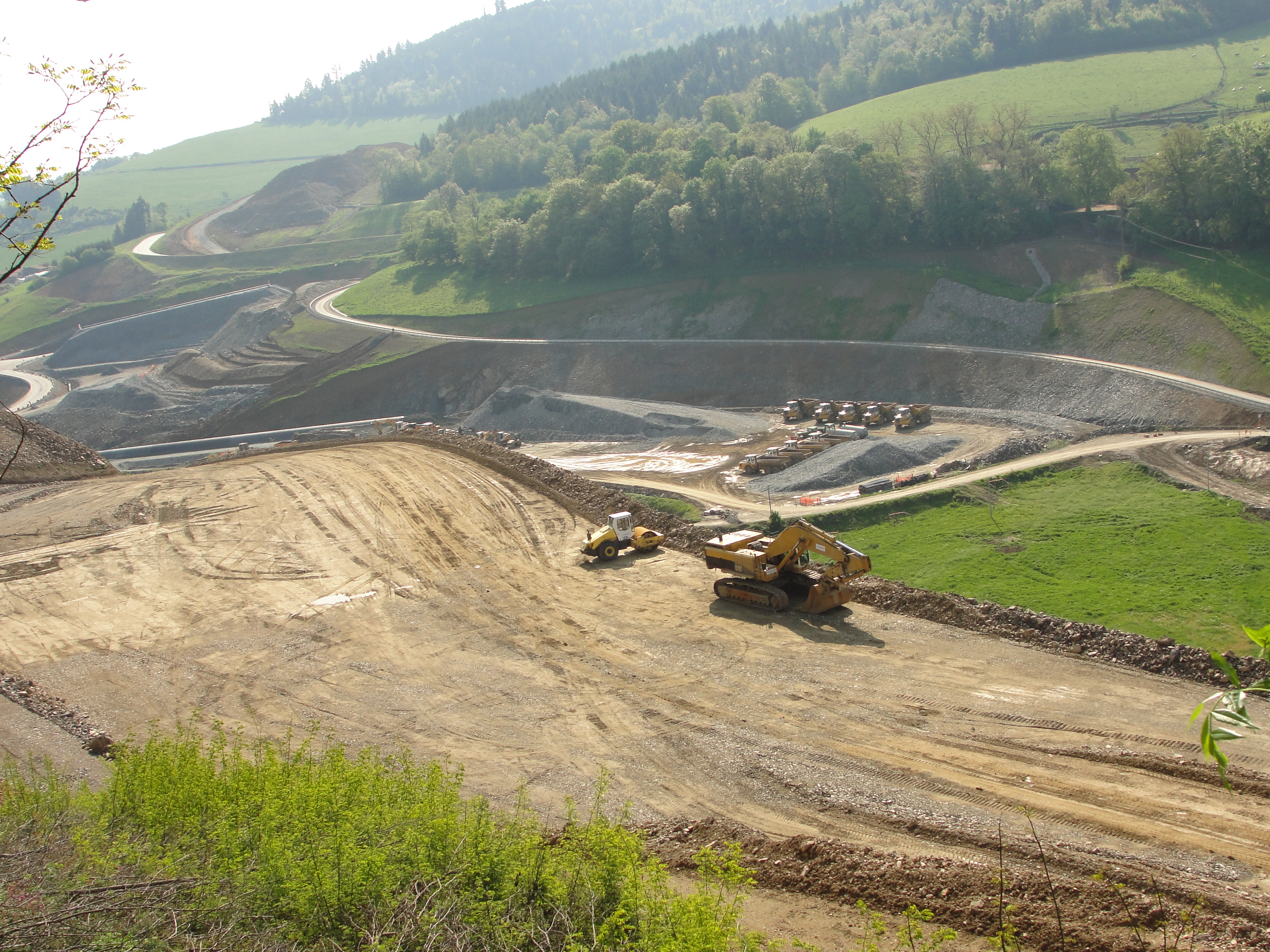
Terrassements de la A89 au niveau sud-ouest du château de la Bussière - printemps 2010.

- Hôpital de Tarare : l'hôpital Nord-Ouest, avec une reconstruction prévue pour 2015[105].
- Gare SNCF de Tarare (ligne TER Lyon - Roanne - Clermont-Ferrand).
- Trois lignes du réseau Les cars du Rhône :
  - Ligne 116 (Lyon Gorge de Loup - Cours) ;
  - Ligne 217 (Villefranche-sur-Saône - Tarare) ;
  - Ligne 264, navette interne à la commune.
- Une crèche, deux haltes-garderies, sept écoles maternelles, six écoles primaires, deux collèges, deux lycées d’enseignement général (lycée René-Cassin et lycée Notre-Dame-de-Bel-Air) et un lycée d’enseignement professionnel (lycée Jules-Verne). Les lycées René-Cassin, Jules-Verne et le collège Marie-Laurencin forment la cité scolaire de La Plata.
- L'A89 (Axe Lyon - Bordeaux). Temps de parcours moyen : Lyon 20 min - Saint-Étienne 40 min - Clermont-Ferrand 1h. La ville possède deux diffuseurs : Tarare Est (sortie no 35) et Tarare Ouest (sortie no 34). L'autoroute A89 emprunte notamment les tunnels de La Bussière et de Chalosset situés au sud de la commune.

## Population et société

### Démographie
L'évolution du nombre d'habitants est connue à travers les recensements de la population effectués dans la commune depuis 1793. Pour les communes de plus de 10 000 habitants les recensements ont lieu chaque année à la suite d'une enquête par sondage auprès d'un échantillon d'adresses représentant 8 % de leurs logements, contrairement aux autres communes qui ont un recensement réel tous les cinq ans,.

En 2022, la commune comptait 10 881 habitants, en évolution de +3,31 % par rapport à 2016 (Rhône : +3,93 %, France hors Mayotte : +2,11 %).
| 1793  | 1800  | 1806  | 1821  | 1831  | 1836  | 1841  | 1846  | 1851   |
| ----- | ----- | ----- | ----- | ----- | ----- | ----- | ----- | ------ |
| 2 799 | 2 174 | 2 516 | 6 294 | 6 833 | 7 762 | 8 647 | 9 659 | 10 280 |

| 1856   | 1861   | 1866   | 1872   | 1876   | 1881   | 1886   | 1891   | 1896   |
| ------ | ------ | ------ | ------ | ------ | ------ | ------ | ------ | ------ |
| 13 060 | 14 569 | 15 092 | 13 694 | 14 383 | 13 352 | 12 580 | 12 387 | 12 028 |

| 1901   | 1906   | 1911   | 1921   | 1926   | 1931   | 1936   | 1946   | 1954   |
| ------ | ------ | ------ | ------ | ------ | ------ | ------ | ------ | ------ |
| 12 334 | 12 180 | 12 532 | 11 472 | 11 768 | 11 474 | 10 395 | 10 142 | 11 364 |

| 1962   | 1968   | 1975   | 1982   | 1990   | 1999   | 2006   | 2011   | 2016   |
| ------ | ------ | ------ | ------ | ------ | ------ | ------ | ------ | ------ |
| 12 131 | 12 296 | 12 045 | 10 822 | 10 720 | 10 420 | 10 673 | 10 541 | 10 532 |

| 2021   | 2022   | - | - | - | - | - | - | - |
| ------ | ------ | - | - | - | - | - | - | - |
| 10 428 | 10 881 | - | - | - | - | - | - | - |

### Manifestations culturelles et festivités

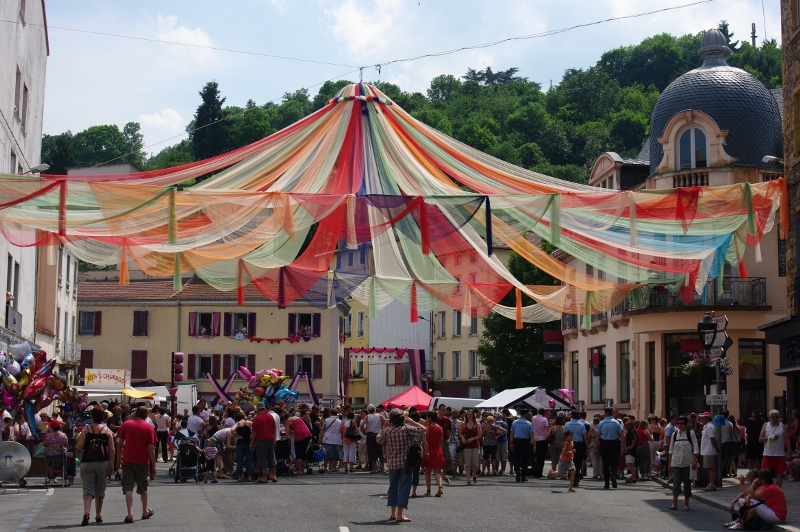
Rue de la Pêcherie lors de la fête des Mousselines 2010.

- Depuis 1955, tous les cinq ans sont organisées les fêtes des Mousselines, période durant laquelle la ville présente la mousseline et garnissant ainsi toute la ville de tissus. Des dômes et des chapiteaux fleurissent partout dans la ville. La mousseline décore aussi de nombreux chars présentés par les associations tarariennes. Une reine est également élue dans les mois qui précèdent la fête[109]. Mais c'est dès 1893[110] qu'aura lieu la première « fête des Mousselines ».
- Fête du Beaujolais gourmand
- Moto-cross du Baldago’s fondé en 1946
- Foire de Saint-André : Depuis 2006, la foire a lieu le week-end suivant la sortie du beaujolais nouveau. Auparavant elle était organisée le dernier samedi de novembre. Cette décision avait été prise par la municipalité Vinson en 1977 pour ne pas faire coïncider la foire avec les festivités du 8 décembre. De 1965 à 1977, elle avait lieu le premier dimanche de décembre. Les principales artères de la ville se couvrent d'étalages, ce qui attire beaucoup de monde. Une vogue est également montée, selon les années, sur les différents endroits plats de la ville. Les associations organisent aussi nombre de stands.
- En 2012, la ville de Tarare organise, dans le sillon de son carnaval, la première édition de son festival Tararts, événement consacré aux arts de la rue. Spectacles et défilés de troupes déguisées : artistes échassiers et fanfares venus de toute la France accompagnés de groupes locaux, tels que les Tap'Zoreilles, l'unique batucada de Tarare.

### Sports et loisirs
La ville dispose de multiples installations sportives dont les plus importantes sont le complexe sportif Léon-Masson (stades de football, de rugby, piste d’athlétisme) et le complexe sportif de l’Association Sportive Tararienne (salle de basket, hand-ball, volley-ball, salle de gymnastique, salle de musculation et terrains extérieurs de hand-ball, volley-ball, boules lyonnaises).
- STT (Société Turdinoise de tir)
- AS Tarare Basket
- Sporting Club Tarare (rugby)
- Aïkido club des monts de Tarare
- Union Sportive Football de Tarare (USFT)
- Football Club de Tarare
- Judo Club de Tarare
- Première compagnie de tir à l'arc de Tarare
- Twirling Club Tarare
- ACTP (Association cycliste Tarare-Popey)
- AST GYM
- EOL (Entente Ouest-Lyonnaise : athlétisme)
- Club Bouliste Tarare
- PMT (Plongeurs des Monts de Tarare) Club de plongée affilié FFESSM entraînements à AQUAVAL
- CNT (Club de natation de Tarare)
- CSL Handball Club de Tarare
- TBC (Tarare Badminton Club)

### Associations
- Tarare Micro Club Informatique
- Tarasphère
- Shopping Actif, est l'association des commerçants et artisans. Elle regroupe une soixantaine d'adhérents sur Tarare, Valsonne, Pontcharra-sur-Turdine et Saint-Romain-de-Popey.

### Médias

#### Presse locale
Le Progrès est diffusé sur Tarare grâce à l'édition "Tarare - L'Arbresle" ainsi que l'hebdomadaire roannais Le Pays qui distribue l'édition "Le Pays d’entre Loire et Rhône".

#### RadiosFM
Sur Tarare, nous pouvons capter 2 radios associatives (catégorie A), 1 radio locale commerciale (catégorie B), 2 radios nationales (catégorie C) et 1 radio généraliste (catégorie E). 3 radios publiques émettent aussi sur Tarare depuis la fin des années 1980.
| Fréquence | Nom de la radio    | Diffuseur      | Lieu d'émission                             | Puissance | Arrivée |
| --------- | ------------------ | -------------- | ------------------------------------------- | --------- | ------- |
| 88.6      | RMC                | TDF            | Bel Air, Tarare                             | 100 W     | 2011    |
| 91.3      | France Musique     | TDF            | Bel Air, Tarare                             | 200 W     | 1996    |
| 95.1      | RCF Lyon           | Auto-diffusion | Le Danguin, Tarare                          | 100 W     | 1996    |
| 97.8      | Fun Radio          | TDF            | La Plata, 13 rue des Frères Lumière, Tarare | 100 W     | 1996    |
| 99.5      | France Inter       | TDF            | Bel Air, Tarare                             | 200 W     | 1996    |
| 100.0     | Radio Scoop        | Auto-diffusion | Le Danguin, Tarare                          | 100 W     | 2011    |
| 101.4     | Radio Val de Reins | Auto-diffusion | Le Danguin, Tarare                          | 100 W     | 1990    |
| 102.0     | France Culture     | TDF            | Bel Air, Tarare                             | 200 W     | 1996    |
| 106.5     | RFM                | TDF            | Bel Air, Tarare                             | 100 W     | 1996    |

#### Radio numérique terrestre
Prochainement, quelques stations arriveront en numérique à Tarare et dans le Beaujolais grâce à l'allotissement 6 de la prochaine bande RNT lyonnaise,.
| Nom de la radio    | Catégorie |
| ------------------ | --------- |
| Radio Scoop        | B         |
| Radio Orient       | D         |
| Radio Val de Reins | A         |

#### Télévision
France 3 Rhône-Alpes (avec le décrochage "France 3 Grand Lyon") et TLM émettent sur Tarare grâce à 2 sites d'émission :
- L'un est situé au nord tararien, près de la Chapelle de Bel-Air. Le pylône appartenant à TDF émet le multiplex R1, qui comporte les 2 chaînes locales. Le pylône Towercast émet les autres multiplexes.
- L'autre est situé près de Saint-Marcel-l'Éclairé, au sud tararien. Ce pylône appartient à TDF et émet tous les multiplexes sauf le R3.

## Économie
L’aérodrome de Villefranche - Tarare se trouve sur la commune de Frontenas. Il est géré par la Chambre de commerce et d'industrie de Villefranche et du Beaujolais.
La ville possède une antenne de la Chambre de commerce et d'industrie de Lyon.
L'Insee constate que la ville possède une « poche de précarité » avec 28,5 % de la population vivant avec un bas revenu (17,7 % dans le département du Rhône) et un revenu fiscal annuel par foyer de 17 400 € en 2010 (26 100 € pour le Rhône). Le taux de chômage est de 16,9 % en 2010.
La commune est située dans le ressort du Tribunal de commerce de Villefranche-Tarare.
Une communauté Emmaüs s'est établie en 1984.

## Culture locale et patrimoine

### Édifices religieux
- Église Saint-André (XVIIIe, XIXe et XXe)
- Église Sainte-Madeleine (XIXe)
- Chapelle Notre-Dame-de-Bel-Air (altitude : 570 m) offrant un beau panorama sur la ville, accessible à pied (départ à la croix, rue des Ayets) ou en voiture (prendre la rue de la Providence), lieu idéal pour le pique-nique. Site émetteur de la TNT.
- Ancien prieuré de Tarare du XVIe siècle[126].

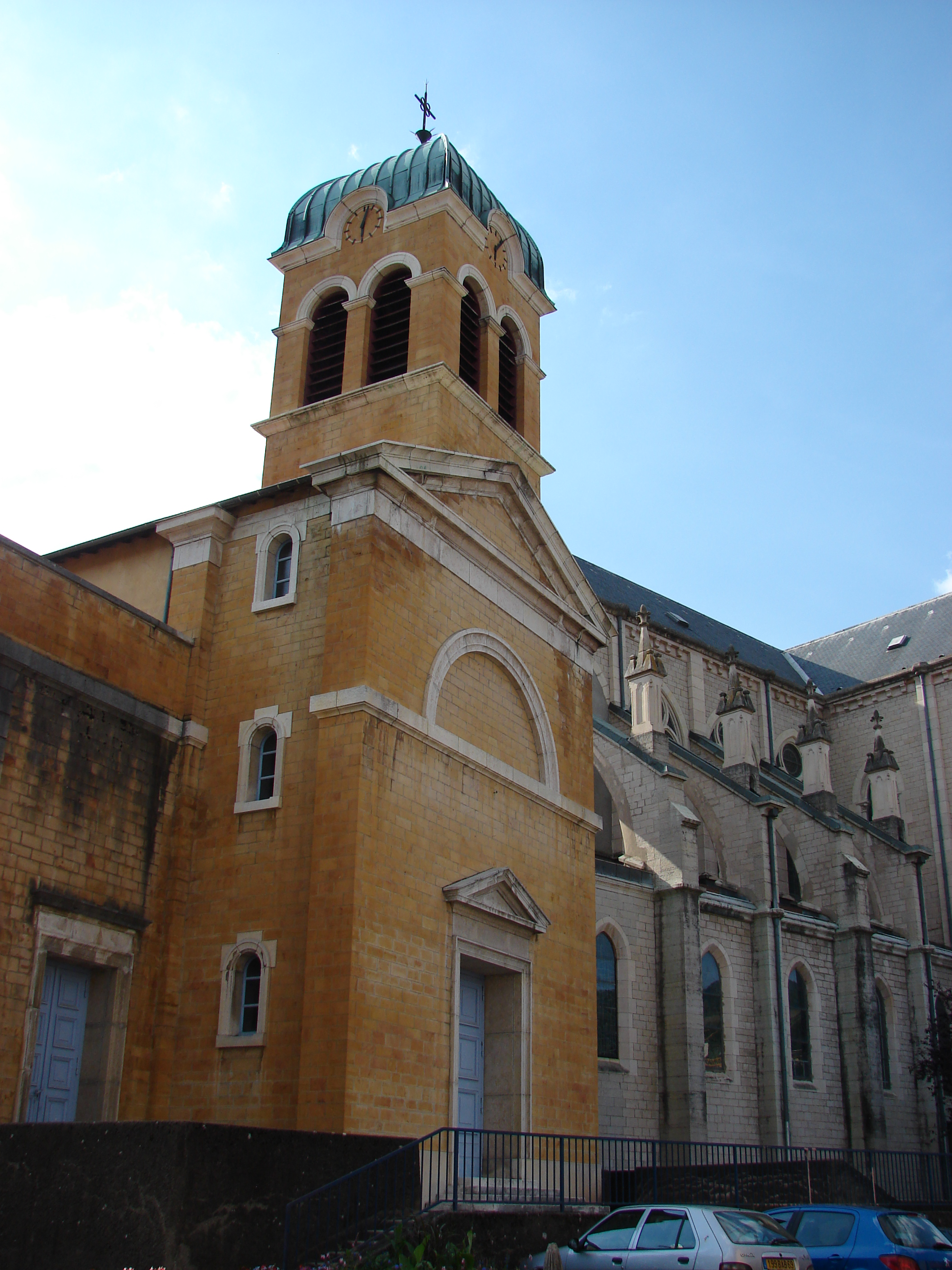
Église Saint-André
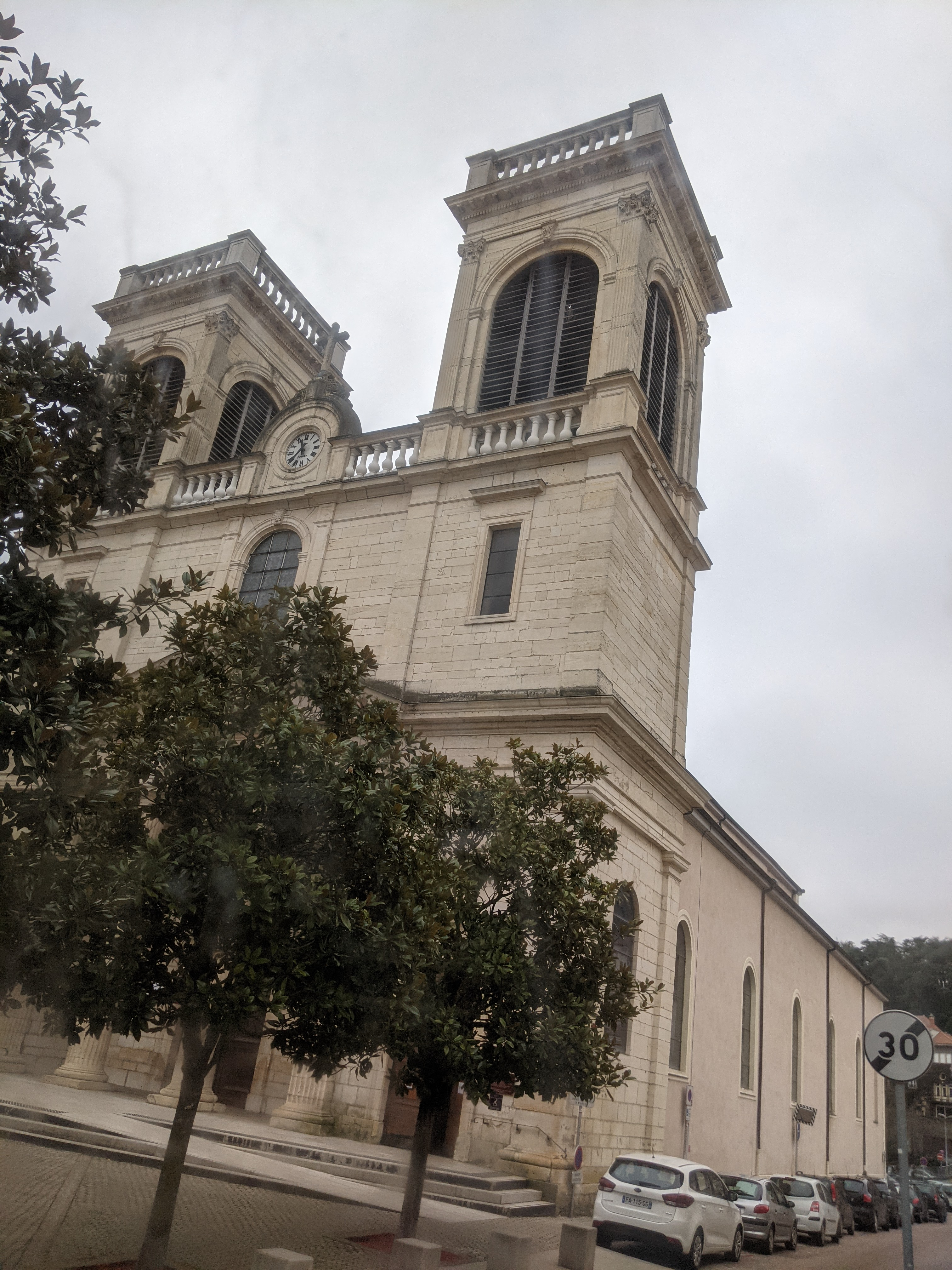
Église Sainte-Madeleine
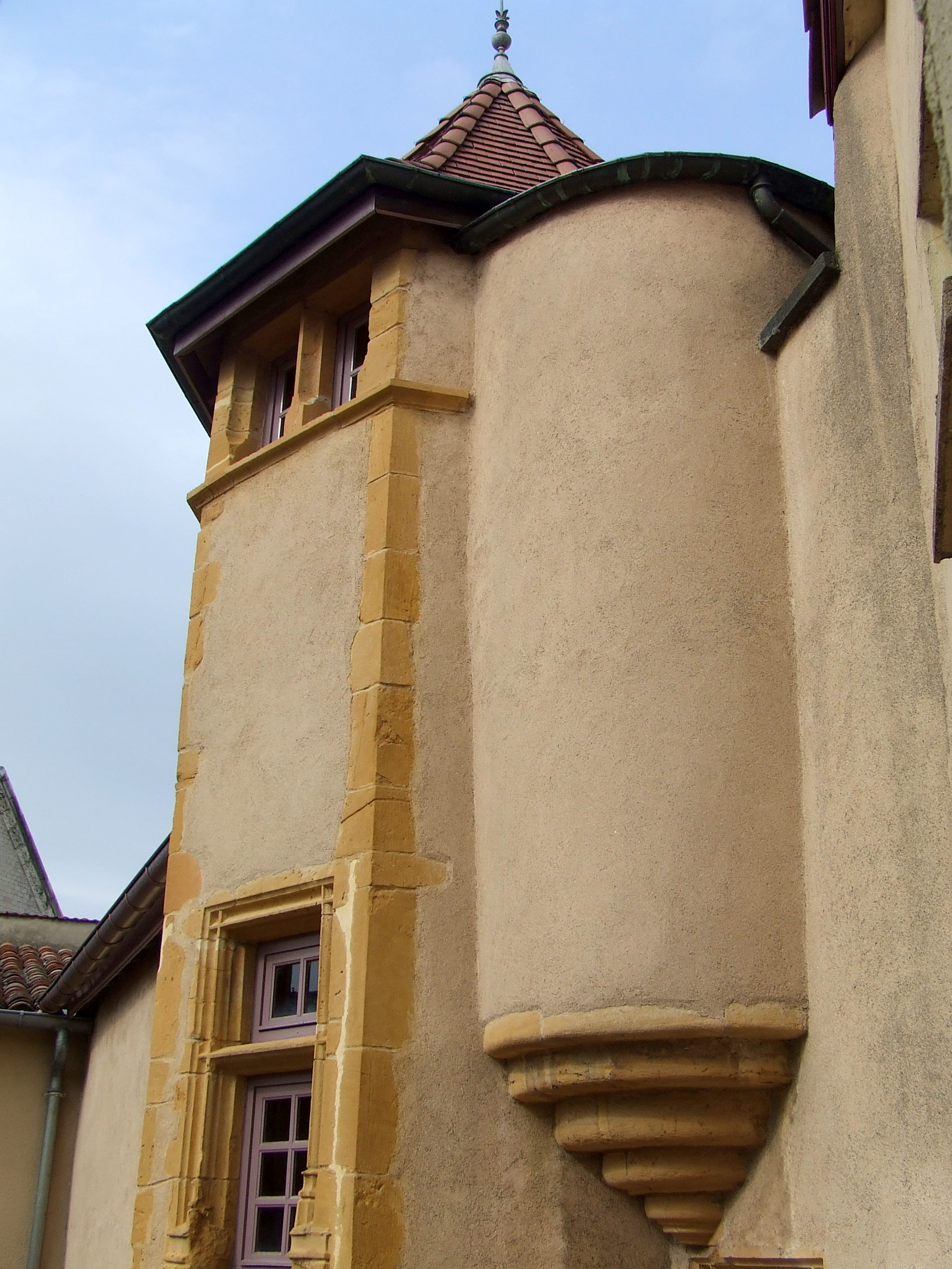
Ancien prieuré
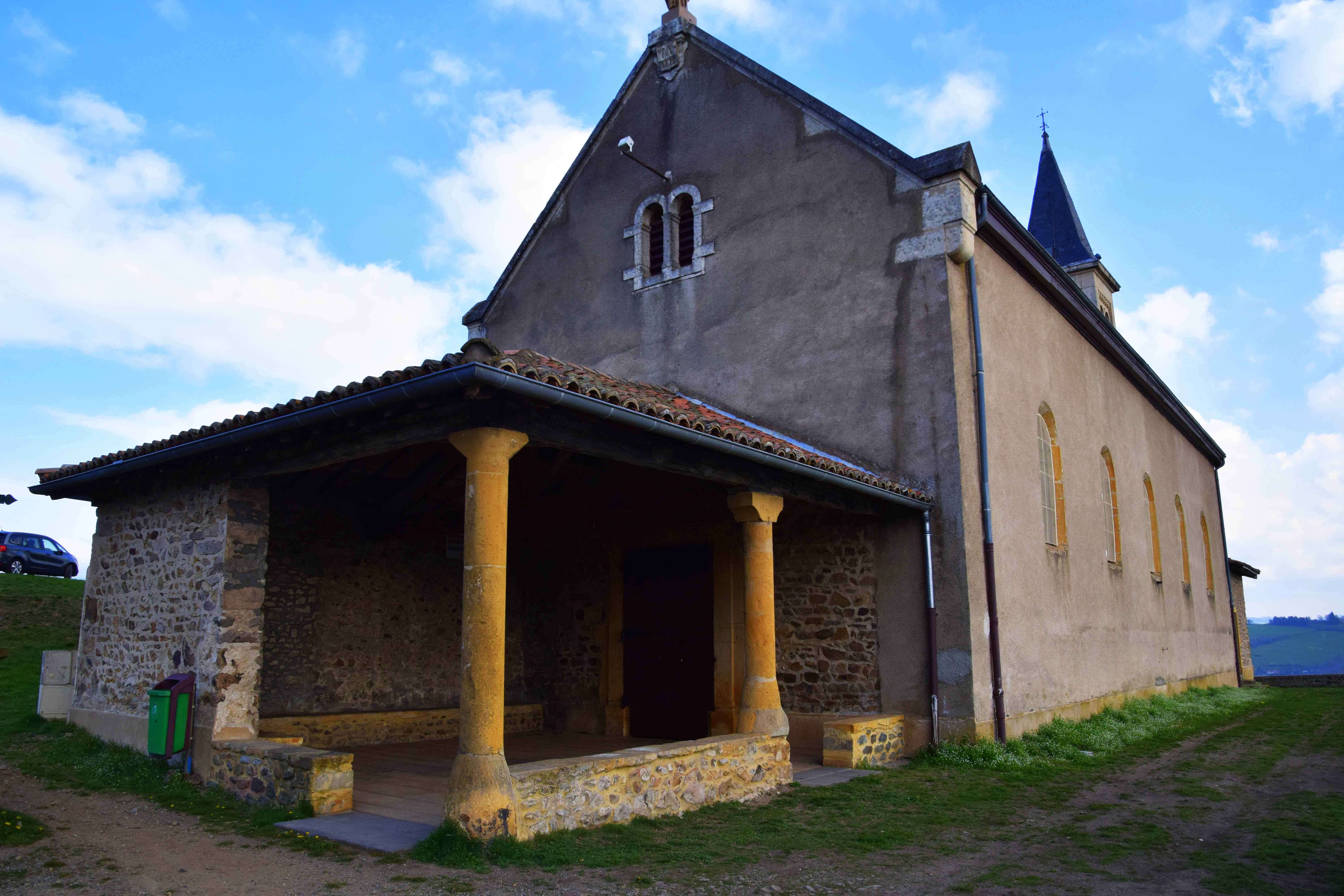
Chapelle Notre Dame de Bel-Air

### Lieux et monuments
- Tour de la prébende des Martin ou tour du Château (fin du XVe)
- Ancienne manufacture de moulinage J-B. Martin
- Viaduc ferroviaire construit en 1860[127].
- Voie romaine (route de l'étain) s'étendant sur 7 km.
- 440 km de circuits balisés dans les 17 communes du Pays de Tarare.
- Théâtre municipal d'environ 700 places construit en plein cœur de la ville en 1955. Fermé en 2011, il a rouvert le 10 novembre 2018[128]. Le centre-ville, où se concentrent la plupart des commerces, est très fréquenté par les habitants.Place du marché et vue d'ensemble

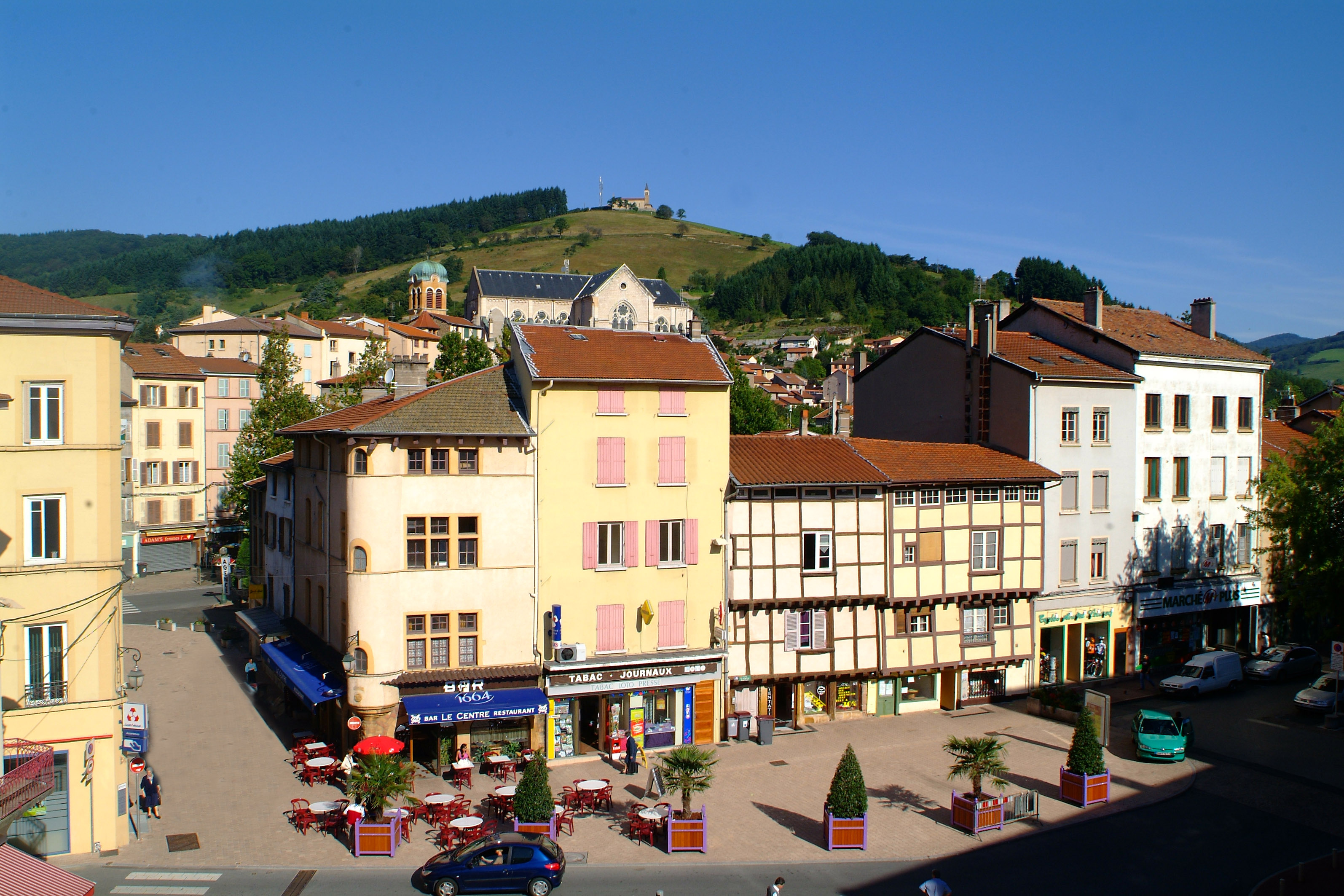
Place du marché et vue d'ensemble

- Le Serroux/quartier du viaduc, situé à l'entrée ouest de la ville, comporte une ancienne zone industrielle en cours de réhabilitation[129], une école et un centre sportif de basketball.
- Les Ayets et La Chassagne sont des quartiers résidentiels calmes situés au nord de la ville.
- La Plaine est un quartier résidentiel composé de 17 immeubles HLM pour environ 600 logements sociaux, regroupés dans les cités des Mûriers, de la Plaine, Clemenceau, Garibaldi et des logis de la Plaine.
- Le Danguin, limitrophe de La Plaine, est en quelque sorte un « nouveau » quartier composé essentiellement de pavillons neufs.

### Équipements culturels

#### Cinéma
- Cinéma Jacques Perrin : cinéma 2 salles inauguré le 14 décembre 2001 en présence de Jacques Perrin

#### Lieux de spectacles
- Théâtre Municipal

### Personnalités liées à la commune

#### Arts vivants et audio-visuels

##### Cinéma
- Robin Bourlet (2004) est un réalisateur, acteur, scénariste et directeur de photographie. Il réalise une partie de ses études à Tarare, au sein Lycée Notre-Dame de Bel Air.
- Michel Charrel (1936), est un acteur et comédien tararien.
- Pierre Gamet (1944-2012) était un ingénieur du son et chef-opérateur du son français, primé de 4 César du son et 1 Prix Goya du meilleur son.

##### Musique
- David Christie (1948-1997) chanteur français, notamment connu pour le tube international Saddle Up en 1982.
- Jean Gamet (1946), est un musicien et compositeur tararien, frère de l'ingénieur-son susnommé.

#### Arts décoratifs, figuratifs et littéraires

##### Architecture et urbanisme
- Eugène-Toussaint Cateland (1840-1922) a été un architecte français de renom. À Tarare, il a réalisé les bâtiments de la manufacture de moulinage J-B. Martin. Il est également le père des architectes Emmanuel (1876-1948), Joseph (1878-1959) et Amédée (1879-1938), également orfèvre, tous trois nés à Tarare.
- Henri Feuga (1819-1884) a été l'architecte qui a réalisé la reconstruction du château de Belair à Tarare. Par ailleurs, il a été maire de Brindas et conseiller général du Rhône. Il meurt à Tarare le 23 avril 1884.

##### Dessin, gravure et peinture
- Maurice Ardouin, artiste peintre, né à Tarare en 1932.
- Michel Moskovtchenko (1935-2025), artiste peintre, né à Tarare.
- Philippe Peyrane (1780-1865) est un peintre français d’histoire et de portraits. Il décède en 1865 à l’âge de 85 ans au domicile de son fils Ernest, percepteur, vivant à Tarare.

##### Littérature
- Guy Chambelland (1927-1996) est un poète, éditeur et professeur français. Il a réalisé une partie de sa carrière d'enseignant à Tarare.
- André Jacquelin (1898-1985) est un journaliste, auteur français et résistant des maquis de l'Ain et du Haut-Jura, né à Tarare.
- Roger-Arnould Rivière (1930-1959) est un poète et auteur tararien.

##### Sculpture
- Charles-François Bailly (1844-1914), était un sculpteur français formé à l'École nationale supérieure des beaux-arts de Lyon.
- Jean-Marie Bonnassieux (1810-1892) est un sculpteur français, qui a réalisé les décors de l'église Sainte-Madeleine en 1884.
- Eugène Gatelet (1874-1932) est mort le 1er janvier 1932 à Tarare. Il était sculpteur, modeleur et statuaire de renommée.
- Eugène Riboulet (1883-1972), artiste sculpteur né en 1883 à Tarare, a réalisé pour sa ville natale le monument aux morts de la Première Guerre mondiale en 1920.[réf. nécessaire]
- Jean-Baptiste Vietty (1787-1842) est né en 1787 à Amplepuis et mort en 1842 à Tarare, sculpteur, helléniste, archéologue (membre de l’Expédition de Morée).

#### Industrie et invention
- Jean-Baptiste Martin (1801-1867), inventeur d'un métier à tisser spécial pour peluches et velours légers, et qui en perfectionna la mécanisation. Il s'est installé à Tarare pour implanter ses manufacture de tissage et de moulinage et deviendra un grand industriel.
- Adrien Rougier (1892-1984), élabora un combinateur électronique pour orgue dont un exemplaire en état de marche se trouve dans l'église Saint-André[130].
- Georges-Antoine Simonet[131], né en 1710 à Tarare et mort en 1778 à Charbonnières, fils d'un toilier, fut l'investigateur de la mousseline, coton léger et transparent à Tarare, et permit à la ville de se développer grandement. Son neveu Claude-Marie Simonet dit " le Jeune" né en 1749 à Tarare complétera son œuvre. Il deviendra le 1er président de la Chambre Consultative des Arts et Manufactures de Tarare et maire en 1804. Il mourra en 1822.Statue de Georges-Antoine Simonet

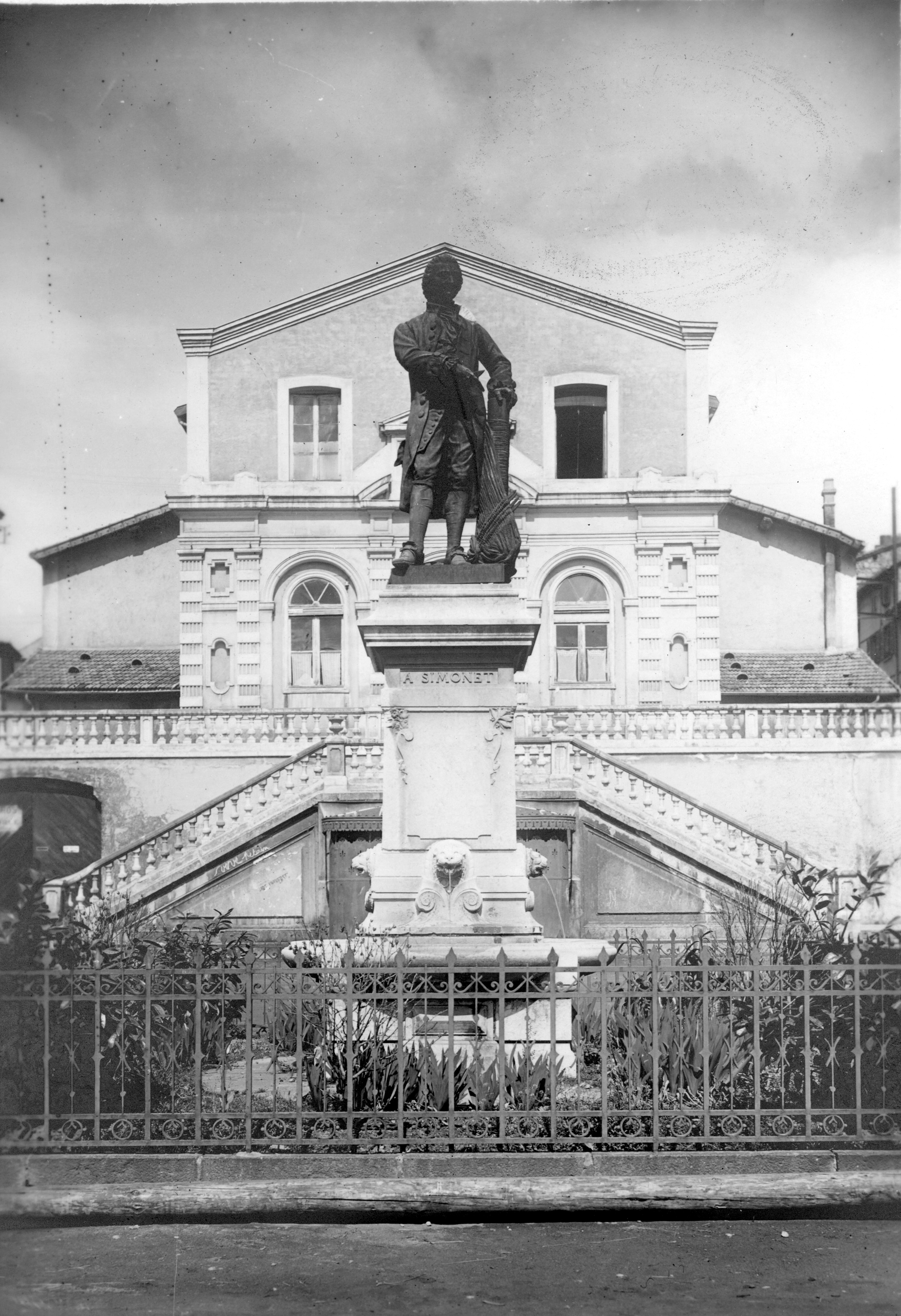
Statue de Georges-Antoine Simonet

- Bruno Voland (1966) est un chef d’entreprise et un dirigeant syndical français. Il est le président de l’Union des industries et métiers de la métallurgie (UIMM) Auvergne Rhône-Alpes depuis juillet 2023, ainsi que membre fondateur du club d’entrepreneurs Tararevolution, basé à Tarare.

#### Militaires et résistants
- Georges Garde (1903-1986)  est un officier général et aviateur français qui s'est distingué au cours de la Seconde Guerre mondiale en rentrant dans le cercle des as français de la Seconde Guerre mondiale avec ces 5 victoires aériennes homologuées (dont 3 en collaborations) et 1 probables en collaboration.
- Étienne Lafay (1891-1975) était un aviateur français, inventeur et pionnier de l’aviation, il est né et décédé dans la cité tararienne.
- Paul Rivière (1912-1998), Compagnon de la Libération, est un résistant et homme politique français qui vécut à Tarare. Il est le frère ainé du député Joseph Rivière.
- Claude Rochat (1917-2009), alias commandant Guillaume, est un résistant, haut-fonctionnaire et chimiste, décédé à Tarare. Il a été le chef de l'Armée Secrète en Saône-et-Loire, le président du tribunal des FFI de Cruzille en Saône-et-Loire, sous-préfet de Chalon-sur-Saône, puis d'Albertville.

#### Politique
- Jean Besson (1938-2017) était maire de Tarare et député du Rhône de 1986 à 1988
- Édouard Charret (1905-1984) a été député du Rhône entre 1951 et 1973.
- Gérard Collomb (1947-2023), ancien ministre d'État et maire de Lyon, a été professeur agrégé de lettres classiques au sein au lycée René-Cassin de Tarare.
- Jean-Marie Froget (1880-1942) était un homme politique français, ancien sénateur du Rhône et Maire de Tarare.
- Barthélémy Girerd (1748-1829), médecin, député du Tiers-État des États Généraux de 1789, il a été aussi maire de Tarare.
- François Gilbert Planche (1866-1924) né à Tarare était député des Hautes-Alpes au début du XXe siècle. Il est aussi l'arrière-grand-père du côté maternel de la chanteuse et ancienne Première Dame de France, Carla Bruni-Sarkozy[132]
- Robert Lamy est un homme politique français, ancien député du Rhône et Maire de Tarare.
- Claude Pelletier, député du Rhône de 1848 à 1851, il résidait à Tarare et tenait une auberge.
- Louis Sonnery-Martin (1841-1907) était un homme politique français, député du Rhône de 1893 à 1898 et ascendant direct d'Arielle Dombasle.
- Joseph Rivière (1914-1984) a été député du Rhône, maire de Tarare et Conseiller général du Rhône.
- Eugène Ruffier (1869-1924) était sénateur de la Troisième République et un héros de la première guerre mondiale.
- Étienne Thomassin (1848-1925), Maire de Tarare, a été le défenseur de l'école laïque, contribua à la création de l'école primaire supérieure et du barrage de la Turdine.[réf. nécessaire]
- Georges Vinson (1930-2013), né à Tarare, était député du Rhône (1967-1968), maire de Tarare (1971-1981) et ambassadeur de France (1981-1996).

#### Sciences

##### Astronomie - Géologie
- Jacques Bonnet est un géographe qui a mené de nombreuses études sur le peuplement du massif central et des Alpes au cours du XIXe siècle.[réf. nécessaire]
- Philippe Thomas (1843-1910), géologue, découvreur des phosphates de Tunisie, a passé sa jeunesse à Tarare.Philippe Thomas

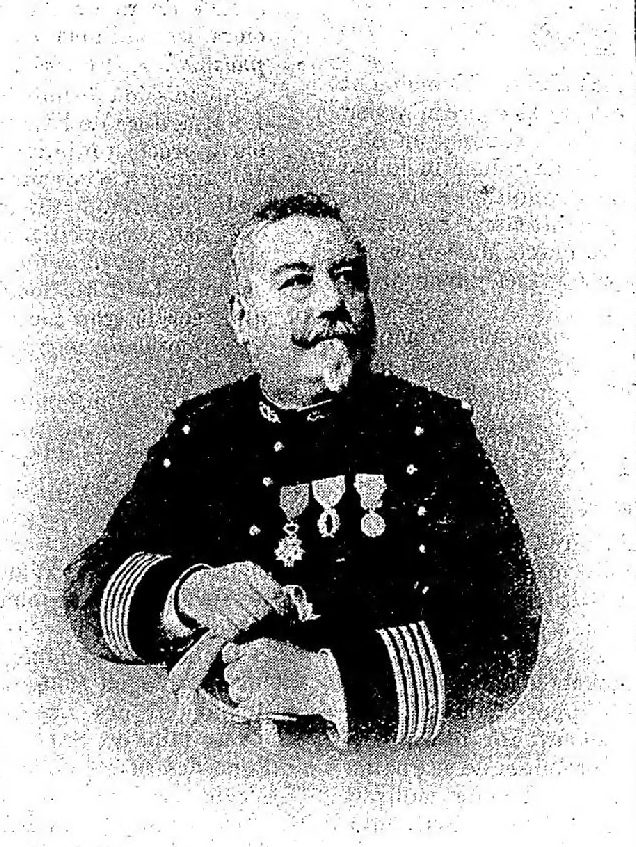
Philippe Thomas

##### Botanique - Zoologie - Biologie - Génétique
- René Mouterde (1880-1961) est un archéologue et prêtre jésuite, né à Tarare.

##### Médecine
- Georges Fattet (1820-1874), célèbre dentiste parisien du XIXe siècle, est né à Tarare en 1820.
- André Gastier (1791-1868), docteur en médecine et homme politique, il a exercé son métier à Tarare, entre 1816 et 1830.
- Eugène Prothière (1864-1925), fils de Jean-Claude Prothière, est un pharmacien et hygiéniste tararien[131] qui a mené de nombreuses recherches sur les gaz asphyxiants pendant la Première Guerre mondiale, et a ainsi permis de sauver la vie de milliers de soldats. Il fut le fondateur et le premier président de la Société des Sciences naturelles et d'Enseignement populaire de Tarare en 1891. Il est décoré de la légion d'honneur par arrêté du Ministre de la Guerre du 31 juillet 1915[133],[134]. Il est reconnu pour ses découvertes, contre les gaz asphyxiants pendant la Première Guerre Mondiale, contribuant largement à l'invention du masque à gaz et sauvant la vie de milliers de soldats[135].

##### Physique et chimie
- Philippe Grangier (1957) est un physicien tararien, professeur de mécanique quantique à l’Ecole Polytechnique et directeur de recherche au CNRS.
- Jean Debiesse (1907-1978) est un physicien et haut fonctionnaire français. Il a réalisé ses études au collège de Tarare.

#### Sports

##### Arts martiaux et sports de combat
- Jean Jourlin (1904-1979) est un lutteur libre tararien qui a été champion d'Europe de lutte libre (catégorie -79 kg) en 1933.

##### Basket-ball
- Mehdi Cheriet, né à Tarare en 1987, est un joueur franco-algérien de basket-ball.
- Personnalités liées à l'Association sportive Tarare Basket

##### Cyclisme
- Antoine Deflotrière (1876-1904) était un coureur cycliste français, participant au Tour de France.
- Rudy Molard (1989) est un coureur cycliste français, membre de l'équipe Groupama-FDJ depuis 2017. Il a été au sein de la formation de l'AC Tarare-Popey de 2006 à 2007.
- Marc Thévenin (1966), né à Tarare, est un coureur cycliste français professionnel de 1989 à 1991, il poursuit sa carrière en tant qu'amateur jusqu'en 2002 au CC Châtillon puis au CR4C Roanne.

##### Football
- Anne-Laure Casseleux (1984), née à Tarare, est une ancienne footballeuse professionnelle française. Elle évolue au poste de défenseur et a été sélectionné pour l'équipe de France de football.
- Anne-Laure Perrot (1985) est une footballeuse internationale française évoluant au milieu de terrain, née à Tarare.
- Corentin Tolisso (1994), milieu de terrain évoluant au Bayern Munich et champion du monde 2018 avec l'équipe de France, est né à Tarare.Corentin Tolisso et son père Vincent tenant le trophée de la Coupe du Monde de la FIFA après le dernier match du tournoi le 15 juillet 2018

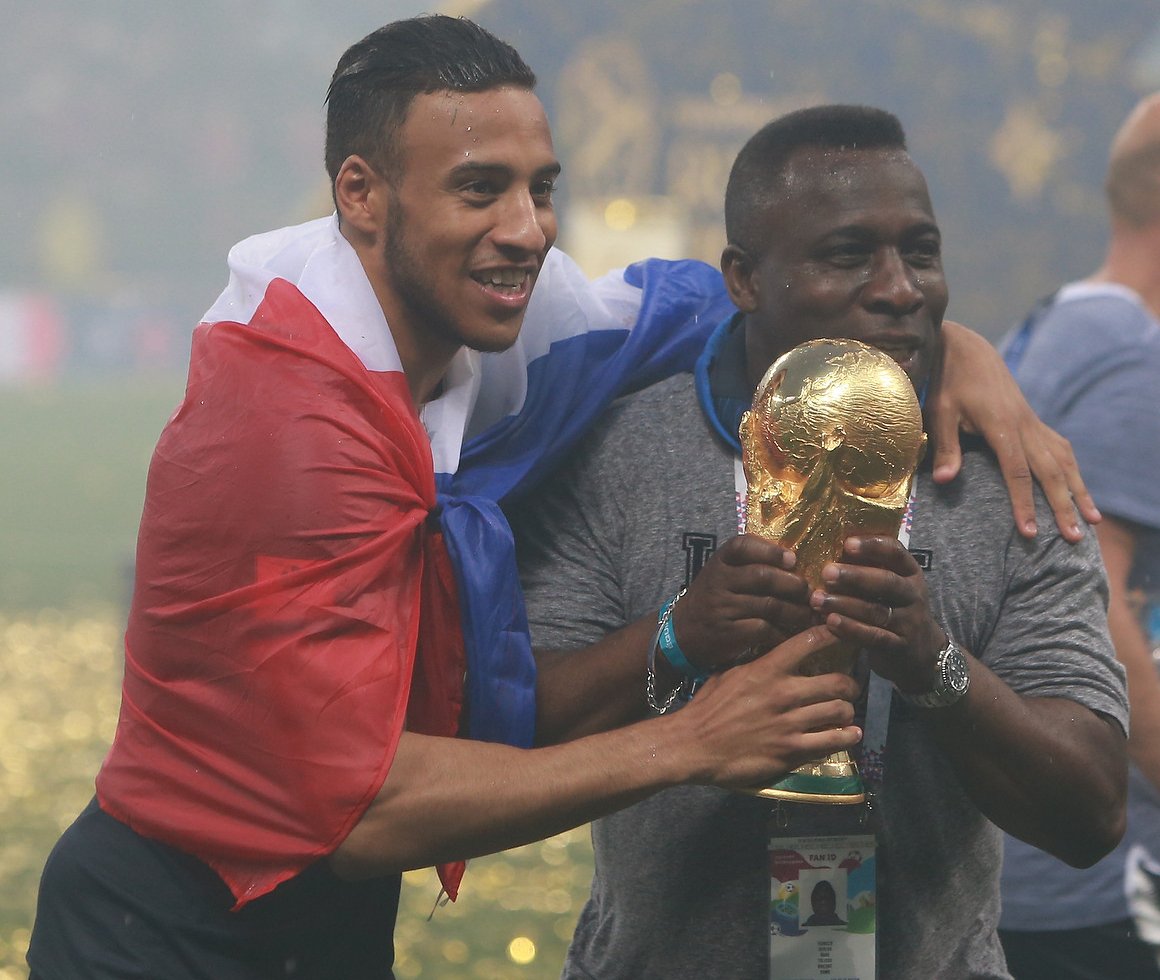
Corentin Tolisso et son père Vincent tenant le trophée de la Coupe du Monde de la FIFA après le dernier match du tournoi le 15 juillet 2018

##### Motocyclisme
- Pierre Collignon est un pilote motocycliste français, de vitesse et d'endurance qui remporte le Circuit de Tarare en 1948 (catégorie 250 cm3)
- Georges Houel, (1913-2008) était un pilote de vitesse moto française. Il remporte le Circuit de Tarare à 5 reprises (1947 en 350 cm3, 1948 en 350 cm3 et 500 cm3 et 1949 de nouveau en 350 cm3 et 500 cm3)
- Jacques Collot (1923-2003) est un pilote de vitesse moto français qui a concourût sur le Circuit de Tarare à de multiples reprises en catégorie 500 cm3 (1948, 1949, 1950, 1952).

##### Volley-ball
- Julien Lecoq (1986) est un joueur français professionnel de volley-ball, né à Tarare.

##### Stand-up paddle
- Amandine Chazot (1991-2024) est une championne française de stand-up paddle, née à Tarare.

#### Religieux et prélat
- Pierre-Louis Cœur (1805-1860) est un ecclésiastique français, évêque de Troyes de 1849 à 1860, né à Tarare en 1805.
- Pierre Gardette (1906-1973) est un homme d'Église et dialectologue français, membre de l'Académie des sciences, belles-lettres et arts de Lyon.
- Abbé Pierre (1912-2007), né Henri Grouès : les parents de l'abbé Pierre se sont mariés le 3 mars 1905 à Tarare où sa mère, Eulalie Perra (sœur du Général Daniel Perra), était née en 1880. La Ville de Tarare a commémoré ce lien avec l'abbé Pierre par une fresque représentant l'abbé Pierre sur le mur de chevet de l'église Sainte-Madeleine[136].

#### Société civile et autres
- Bernadette Groison (1961) est une syndicaliste enseignante française qui a effectué son lycée à Tarare.

### Dans les arts et la culture

#### Tarare au cinéma et à la télévision
Plusieurs scène du film Le bonheur est dans le pré d'Étienne Chatiliez sont tournées à Tarare avec notamment des plans du viaduc ferroviaire.

### Héraldique
| Blason de Tarare | Les armes de Tarare se blasonnent ainsi : D'or à la croix ancrée de gueules, cantonnée de quatre losanges de sable. |